# Geschichte der Stadt Nürnberg

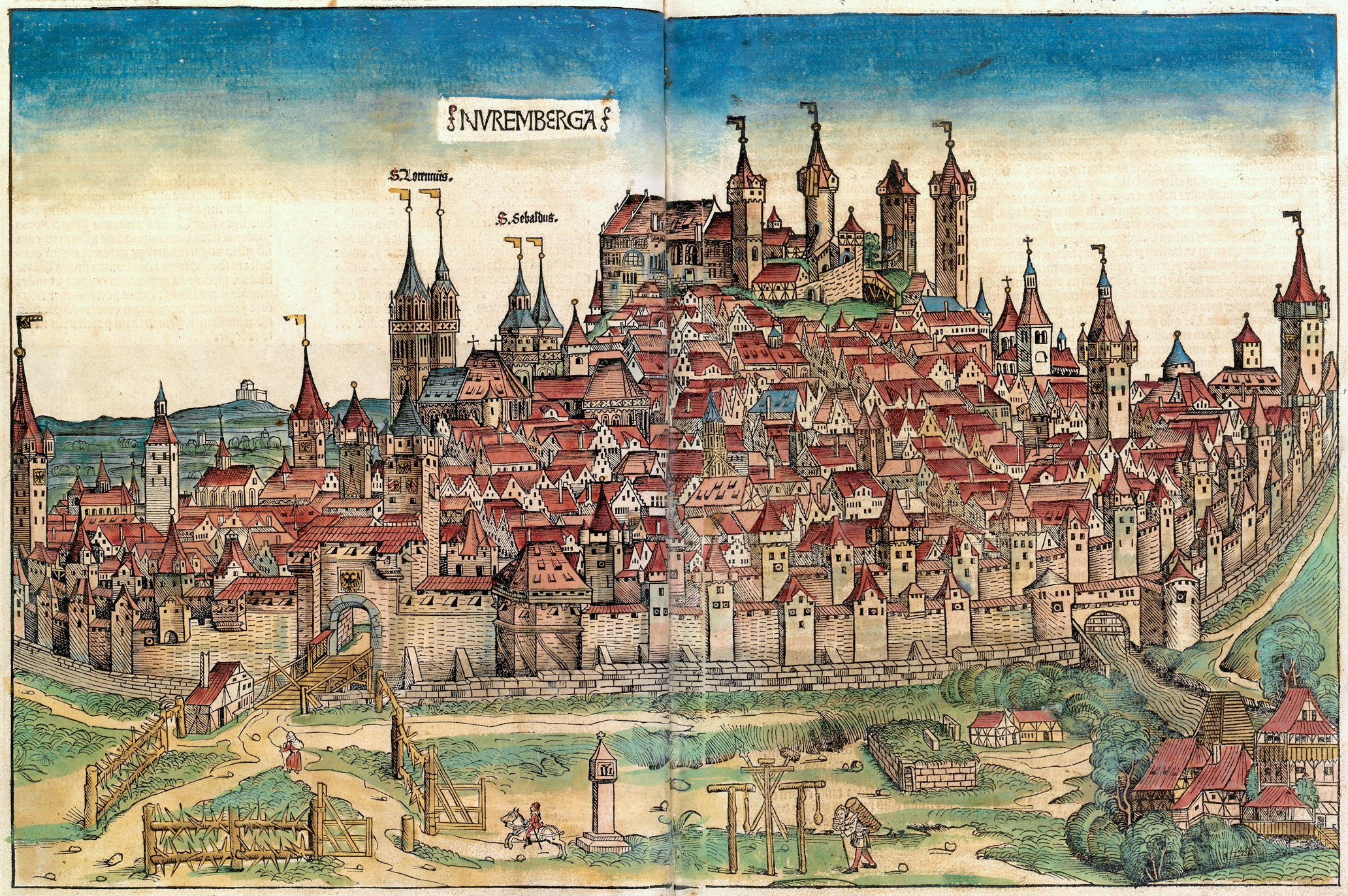
Älteste gedruckte Ansicht Nürnbergs in der Schedelschen Weltchronik, 1493

Die Geschichte der Stadt Nürnberg reicht von der ersten urkundlichen Erwähnung der Stadt im Jahr 1050 und ihrer ersten Blütezeit als Reichsstadt und Hauptort eines größeren Territoriums des Heiligen Römischen Reichs über die Eingliederung ins Königreich Bayern 1806 und den Aufstieg als Industriestadt im 19. Jahrhundert bis in die Zeit des Nationalsozialismus und in die Gegenwart.
Unter den Staufern und Luxemburgern entwickelte sich Nürnberg im Mittelalter zu einer der wichtigen Reichsstädte. Dank ihres blühenden Fernhandels und Handwerks wurde die Stadt im 15. und 16. Jahrhundert eines der bedeutendsten kulturellen Zentren der Renaissance nördlich der Alpen sowie des Humanismus und der Reformation. Nach dem Dreißigjährigen Krieg (1618–1648) verlagerten sich die politischen Gewichte im Reich, so dass Nürnberg seine herausragende Stellung einbüßte. Die Stadt und ihr reichsunmittelbares Territorium blieben aber bis zum Ende des Alten Reichs weiter selbstständig und profitieren von Handel und Handwerk. In der Rheinbundakte wurde Nürnberg 1806 dem neugegründeten Königreich Bayern zugeschlagen. Im 19. Jahrhundert erlebte seine Wirtschaft dank der Industrialisierung einen starken Aufschwung. Zugleich sahen in dieser Zeit Anhänger der Romantik und des Historismus im spätmittelalterlichen Stadtbild ihr Ideal verwirklicht.
Seit 1927 fanden in Nürnberg die Reichsparteitage der NSDAP statt. Die Nationalsozialisten nutzten den Mythos der Stadt für ihre propagandistischen Zwecke. Auf dem fast 17 km² großen Reichsparteitagsgelände im Südosten Nürnbergs ließen sie einige Kolossalbauten errichten. Im Zweiten Weltkrieg flogen die Alliierten zahlreiche Luftangriffe auf Nürnberg und beschädigten Teile der Stadt schwer.
Nach dem Ende des Zweiten Weltkriegs wurde Nürnberg als Ort der Kriegsverbrecherprozesse der Alliierten ausgewählt, teils aus pragmatischen, teils wiederum aus symbolischen Gründen. Beim Wiederaufbau hielt man an den gewachsenen Strukturen fest. Die Wirtschafts- und Infrastruktur wurde weiter ausgebaut und trug zum Wirtschaftswunder der Nachkriegszeit bei.
Heute zählt Nürnberg zu den wichtigen Großstädten Deutschlands und stellt das kulturelle und wirtschaftliche Zentrum Frankens dar.

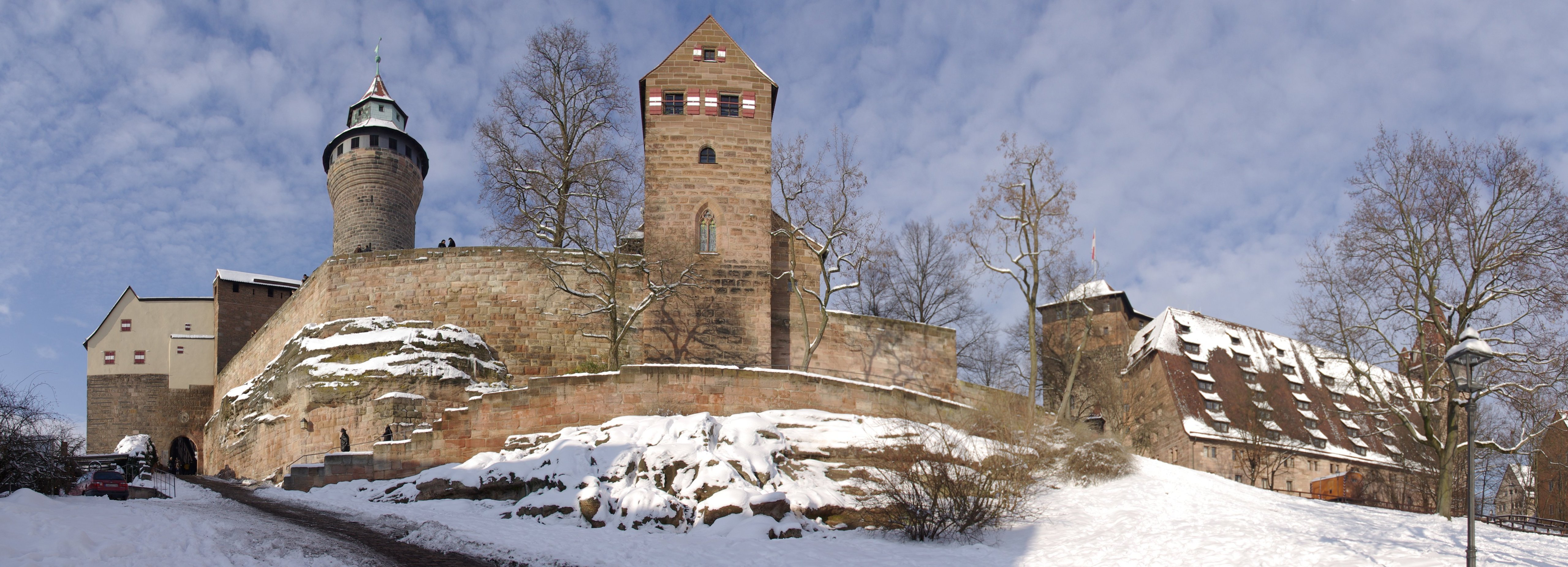
Die Anfänge Nürnbergs liegen auf dem Burgberg rund um die Kaiserburg

## Spuren früher Besiedlungen im Raum Nürnberg

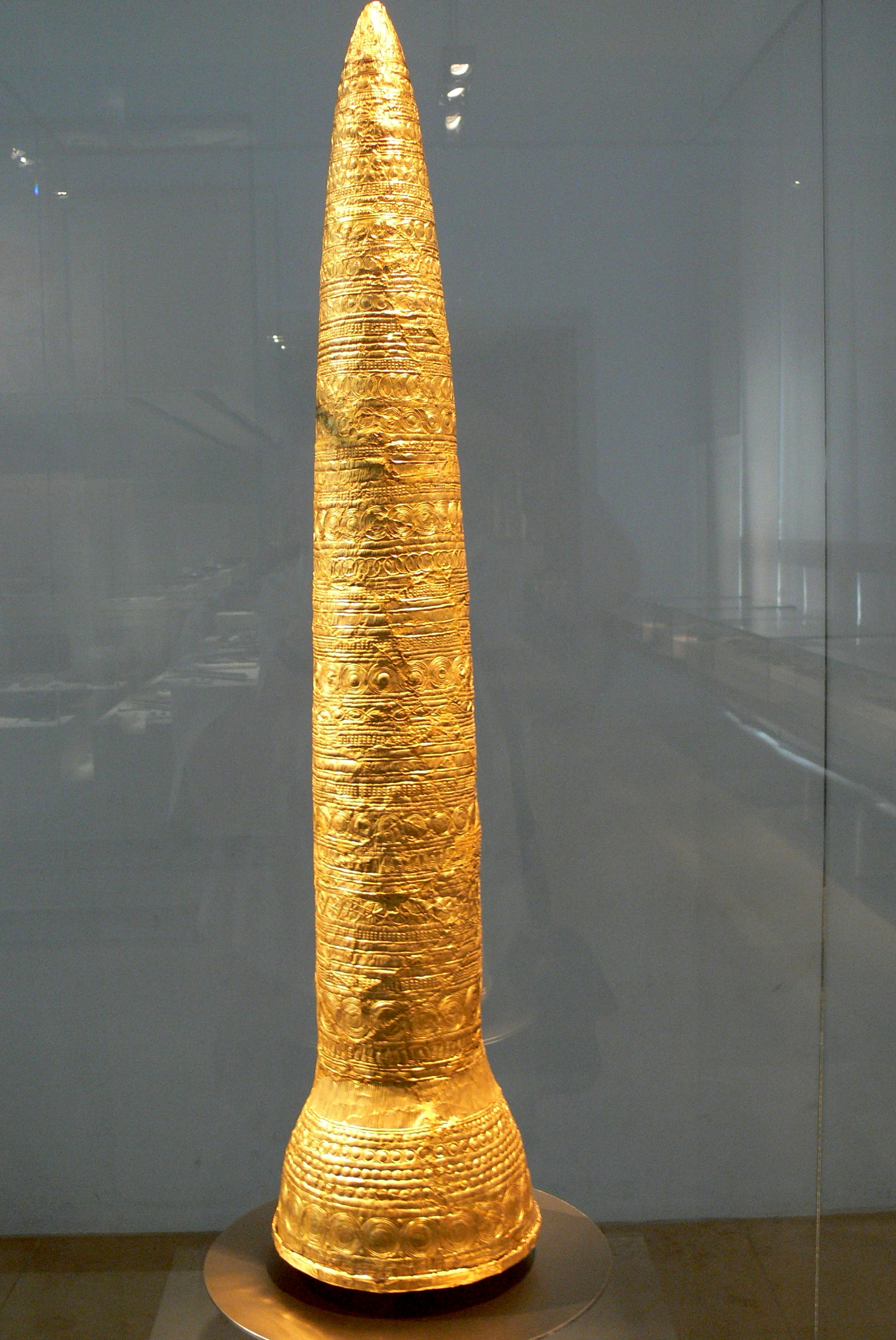
Südöstlich von Nürnberg gefundener Goldhut von Ezelsdorf/Buch aus der Bronzezeit, Germanisches Nationalmuseum Nürnberg

Der bedeutende Goldhut von Ezelsdorf/Buch und ein Schatzfund im heutigen Mögeldorf belegen eine frühe Besiedlung des Nürnberger Raums bereits in der Bronzezeit. Die Bevölkerung am Ende der Bronzezeit wird im Nürnberger Raum der Urnenfelderkultur zugeschrieben. Aus dieser gehen die Kelten hervor, die um 400 v. Chr. das erste Mal in schriftlichen Quellen genannt werden. Etwa 100 v. Chr. werden diese von germanischen Stämmen, etwa den Markomannen verdrängt. Rund 50 km vom Limes entfernt lag das heutige Stadtgebiet Nürnbergs im grenznahen Einflussgebiet des Römischen Reiches. Das Areal war bewaldet, doch der durch Auswaschung des Keuperfels entstandene sandreiche Boden war für eine damalige landwirtschaftliche Nutzung nur wenig geeignet. Daher ist eine frühe Besiedlung unterhalb des Burgbergs unwahrscheinlich.
Bei Ausgrabungen im Jahr 2015 wurden erste slawische Siedlungsspuren in der Nähe des heutigen Hauptmarktes um das Jahr 850 datiert.

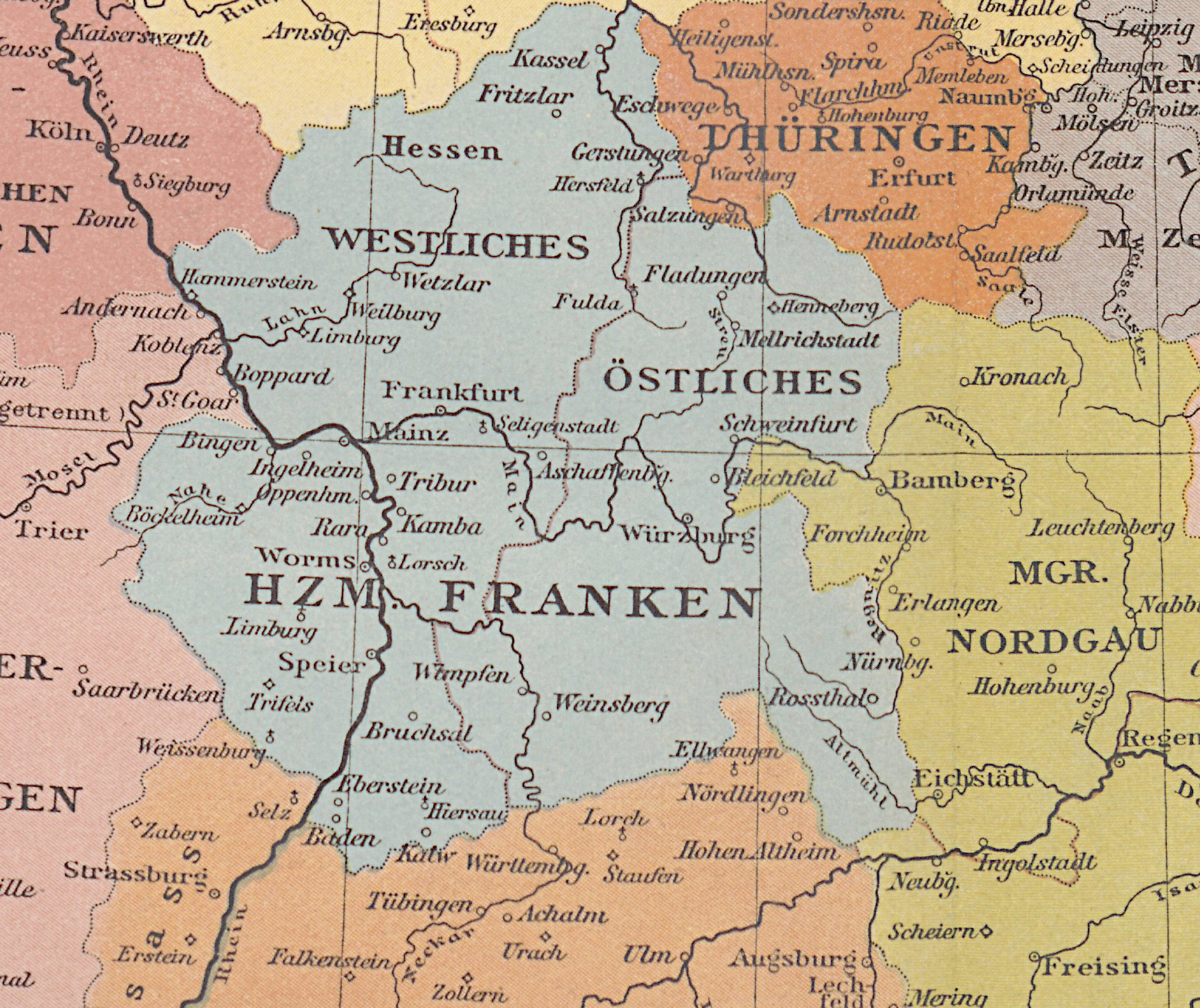
Herzogtum Franken um 800, Karte von 1895

Im Frühen Mittelalter wird die 30 km vom heutigen Nürnberg entfernte Pfalz Forchheim im Diedenhofener Kapitular erstmals erwähnt und gewinnt mit Karl dem Großen schnell an Bedeutung. Dieser plante im Gebiet südlich der späteren Stadt Nürnberg eine Wasserwegverbindung zwischen Main und Donau, die Fossa Carolina.
Das Gründungsjahr der Stadt ist unsicher, sie könnte zwischen 1000 und 1040 im Zuge der Sicherung des zentral im Reich gelegenen Grenzlands zwischen Sachsen, Bayern, Ostfranken und Böhmen am Schnittpunkt wichtiger Verkehrswege erfolgt sein. Im Jahr 1007 wird die Nachbarstadt Fürth erstmals erwähnt und von Heinrich II. an das neugegründete Bistum Bamberg geschenkt. In den Jahren 1025 und 1030 wird Mögeldorf als Ausstellungsort von Urkunden Konrads II. bei dessen Durchreise erwähnt. Es lassen sich heute mehrere frühe Siedlungszentren der späteren Stadt Nürnberg ausmachen. Dazu gehören vermutlich zwei Königshöfe um St. Egidien und St. Jakob sowie das Areal zwischen Sebalduskirche und Burg. Neuere archäologische Grabungen lassen sogar auf einen Wehrbau aus dem 9. oder 10. Jahrhundert auf dem Burgberg schließen. Bei archäologischen Ausgrabungen im Innenhof der heutigen Kaiserburg fand man 2 Meter dicke Mauerreste eines Bergfrieds, der kurz vor das Jahr 1000 datiert, sowie in tieferen Schichten auch vorsalische Baureste. Der Bergfried als Vorgängerbau der Nürnberger Burg gehörte wahrscheinlich zum Besitz der Markgrafen von Schweinfurt und wurde 1003 in der Auseinandersetzung mit Heinrich II. zerstört.

## Anfänge der Stadt unter dem Schutz der Salier
In den schriftlichen Quellen wird die Stadt erstmals am 16. Juli 1050 als Norenberc in der „Sigena-Urkunde“ Kaiser Heinrichs III. greifbar. In dieser anlässlich eines Hoftages ausgestellten Urkunde wird einer Leibeigenen namens Sigena aus Norenberc die Freilassung gewährt. Die Urkunde gehört zur Gruppe der Freilassungsurkunden (Denarialdiplome), von denen nur fünf Stück erhalten sind. Heinrich III. protegierte die Siedlung am Nürnberg und verfolgte dabei wohl den Zweck, das unter seinem Vorgänger mächtig gewordene Bistum Bamberg zurückzudrängen. Das zuvor dem Bistum geschenkte Gebiet zwischen den Flüssen Schwabach und Pegnitz um den Nürnberg sowie einige andere nahe Siedlungen wurden von ihm wieder der Krondomäne hinzugefügt. Weiterhin übertrug er Markt-, Münz- und Zollrecht von der Nachbarstadt Fürth, die damals zum Stift Bamberg gehörte, auf Nürnberg. Damit leitete er den Aufschwung der Stadt ein und verschaffte ihr im neugewonnenen Reichsgebiet eine wichtige Stellung. Privilegien lassen schon in dieser frühen Phase auf rege Handelstätigkeit schließen. Spätestens ab 1070 begann die Verehrung des Heiligen Sebaldus in Nürnberg, wie Erwähnungen in den Annalen aus Augsburg, Hersfeld und dem elsässischen Weißenburg belegen. Zahlreiche Wallfahrer zogen an sein Grab und trugen so zum wirtschaftlichen Aufblühen der Stadt bei.
Im Jahr 1105 war Nürnberg in die Auseinandersetzung zwischen Kaiser Heinrich IV. und seinem Sohn Heinrich V. geraten und als kaisertreue Stadt zerstört worden. Um das Reichsgut besser schützen zu können, ernannte der Kaiser in diesem Jahr den österreichischen Grafen Gottfried von Raabs zum Burggrafen von Nürnberg, der den offiziellen Titel „Castellan“ trug und als sein Stellvertreter fungierte. Gottfrieds Stammsitz war die Burg des niederösterreichischen Ortes Raabs an der Thaya. Es ist umstritten, ob vor der Ernennung zum Burggrafen irgendwelche Verbindungen zur Nürnberger Gegend existierten.

## Aufstieg Nürnbergs unter den Staufern

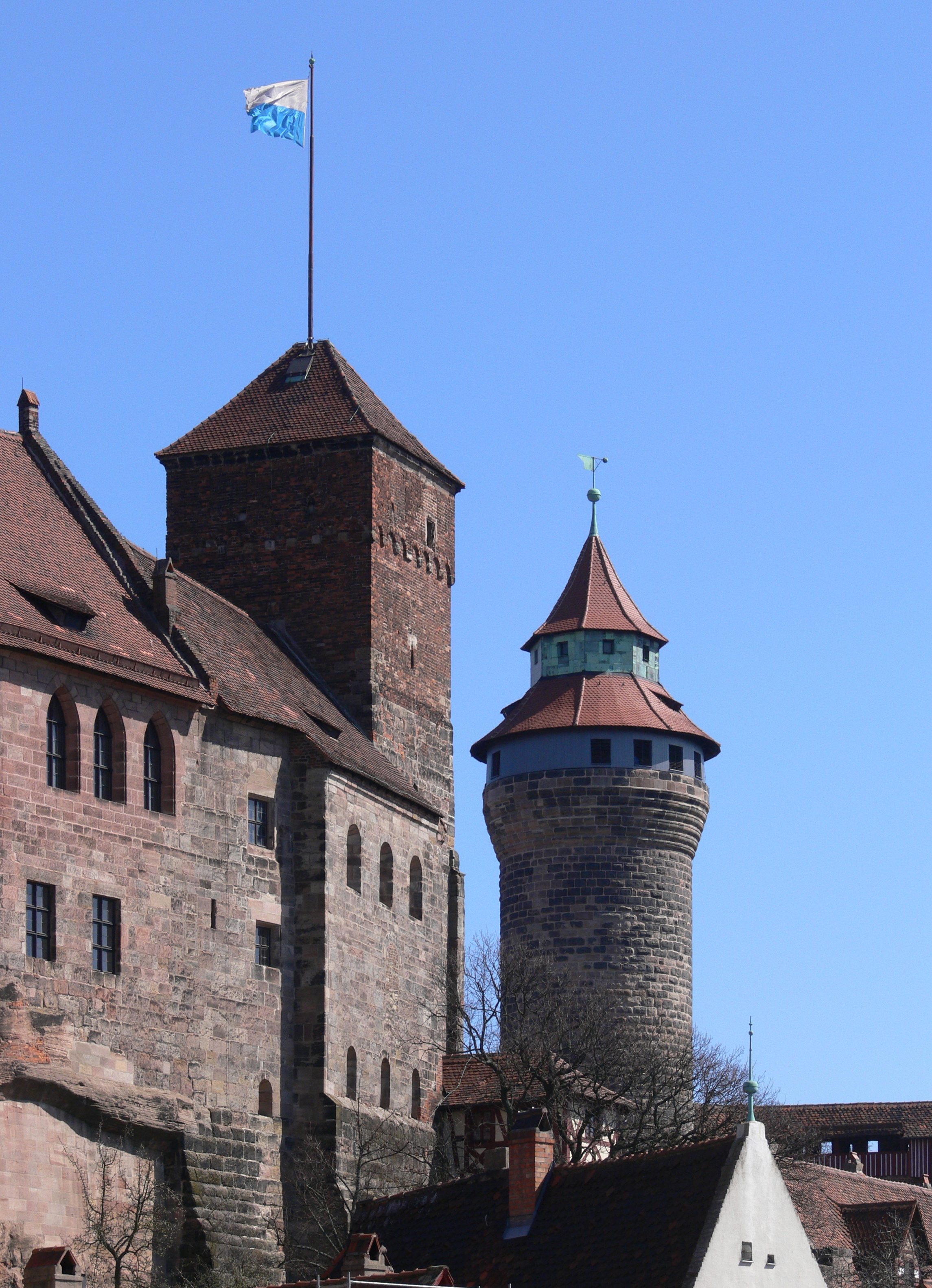
Heidenturm und die doppelgeschössige Kaiserkapelle wurden wohl noch zu Lebzeiten Kaiser Barbarossas fertiggestellt. Der Sinwellturm war der Bergfried der staufischen Anlage. Sein Dach wurde um 1560 umgestaltet.

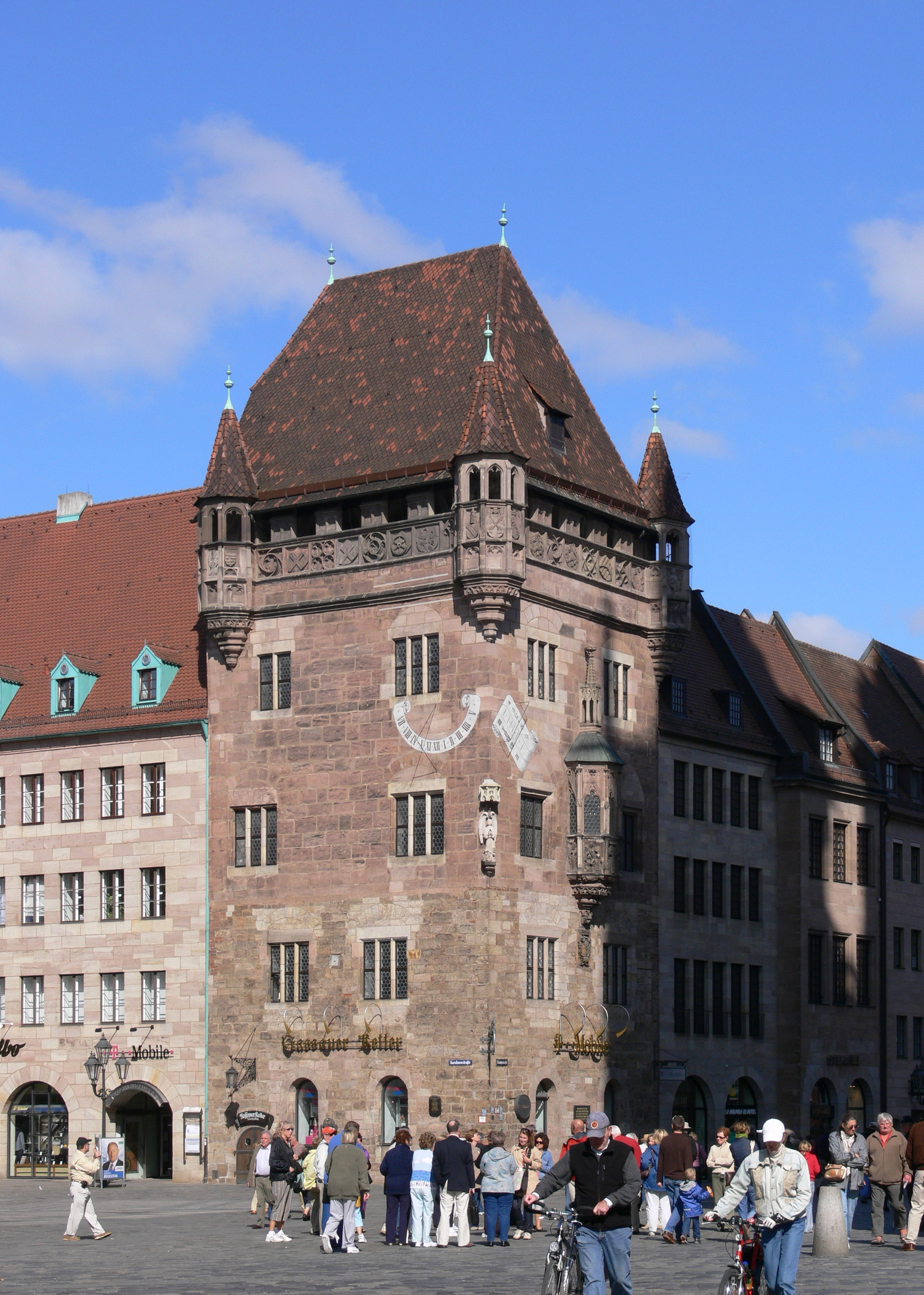
Das Nassauer Haus ist ein Beispiel für ein wehrfähiges mittelalterliches Turmhaus, wie es sich wohl mehrfach in der Stadt im 12. Jahrhundert als Stadtsitz von Ministerialen fand. Es wurde im 15. Jahrhundert erhöht, da der Platz davor aufgeschüttet wurde, und im gotischen Stil umgebaut. Der ehemalige 1. Stock ist heute das Kellergeschoss.

Nach dem Tod Heinrichs V. geriet die Stadt in den Kronstreit zwischen Welfen und Staufern und wurde von Lothar III. nach einer zunächst vergeblichen Belagerung im Jahr 1130 eingenommen und geplündert, nachdem sie für die staufische Seite Partei ergriffen hatte. Lothar übergab die Stadt Heinrich dem Schwarzen von Bayern, dem er sie wohl für seine Unterstützung bei der Kaiserwahl 1126 zugesagt hatte. Im Jahr 1138 nahm der Stauferkönig Konrad III. Nürnberg wieder ein. Konrad hielt sich in den kommenden Jahren häufig und anscheinend auch längere Zeit in der Stadt auf, wie die Orts- und Datumsangaben der von ihm ausgestellten Urkunden belegen. Er festigte das königliche Gut und es begannen die Umbauarbeiten der bestehenden Wehranlage zur späteren Kaiserburg. Er übertrug dem Adelsgeschlecht der Raabser, die bislang das Amt des Kastellans der Burg bekleideten, die neugeschaffene Burggrafschaft Nürnberg. Zudem wurde jenseits der Pegnitz eine neue Siedlung angelegt, die später zum Lorenzer Stadtteil wurde. Noch heute zeigt die Lorenzer Altstadt in ihrer Bebauungsstruktur die planmäßige, langovale Anlage der damaligen Neustadt. Zur Wasserversorgung wurde der Goldbach aus dem Reichswald umgeleitet und durch die heutige Karolinenstraße geführt. Auch die Sebalder Siedlung erhielt wohl bereits zu dieser Zeit ihre erste Stadtbefestigung.
Friedrich Barbarossa setzte den unter seinem Vorgänger begonnenen Um- und Ausbau der Nürnberger Burg fort und erweiterte sie zur Kaiserpfalz. Als Pfalzstadt wurde Nürnberg vom Geleitgeld, Pfund- und Marktzoll befreit. Seit 1163 ist das Schultheißenamt belegt. Als 1188 das Geschlecht der Grafen von Sulzbach ausstarb, fiel ihr Lehen, das eisenerzreiche Gebiet der heutigen Oberpfalz, an die Krone zurück und wurde dem Reichsgut um Nürnberg zugeschlagen. Damit wurde die Grundlage für das aufblühende Schmiede- und Gusshandwerk der Stadt gelegt. Als mit Konrad II. 1192 auch das Nürnberger Burggrafengeschlecht der Raabser ausstarb, belehnte Heinrich VI. dessen Schwiegersohn aus dem bis dahin kaum in Erscheinung getretenen schwäbischen Geschlecht der Hohenzollern mit der Nürnberg Burggrafschaft. In Verbindung damit wurden die Befugnisse des Burggrafen eingeschränkt: Verwaltung und Gerichtsbarkeit für die Reichsstadt außerhalb der Burg wurden dem Reichsschultheißen übertragen, der ebenfalls als Stellvertreter des Kaisers fungierte. In der Folgezeit nahm die Selbstständigkeit der Stadt gegenüber dem Burggrafen zu. Schließlich gelang es dem Stadtrat, das Reichsschultheißamt zu kaufen und somit selbst die Stadtverwaltung zu übernehmen.

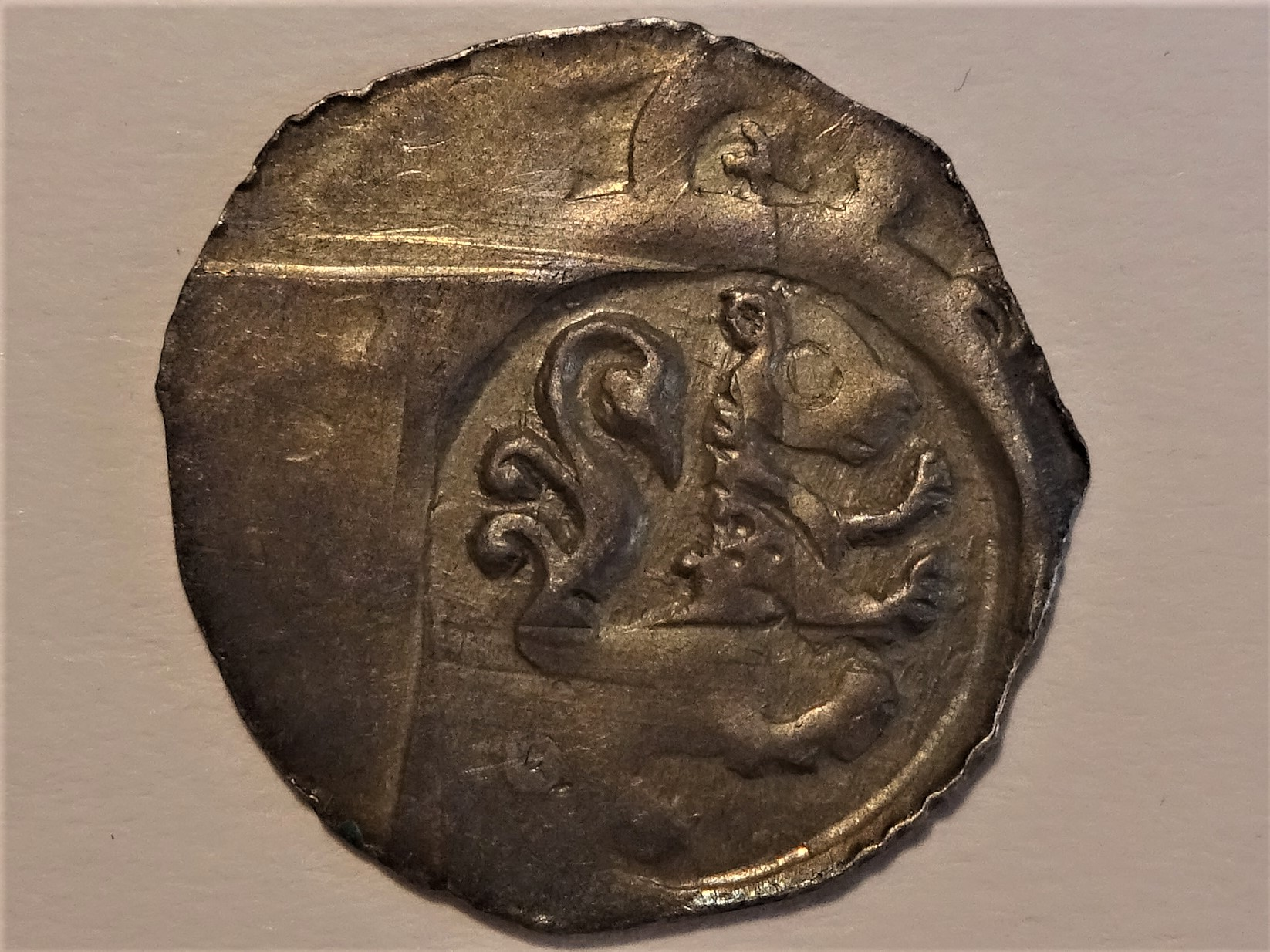
Nürnberger Pfennig z. Zt. Friedrich II. (1212–50)

Ein weiterer wichtiger Schritt für die Entwicklung der Stadt war der Große Freiheitsbrief Friedrichs II. vom 8. November 1219, den sie offenbar für viel Geld vom Kaiser erworben hatte. Er weitete die bisherigen Marktrechte aus und sorgte damit für einen weiteren wirtschaftlichen Aufschwung. Die erste der insgesamt 18 Einzelverfügungen des „Freiheitsbriefs“ erklärte den Kaiser zum alleinigen Vogt der Reichsstadt. Die übrigen Bestimmungen schrieben vielfältige Sonderrechte für Politik und Handel fest, zum Beispiel das schon bestehende Münzrecht, die Zollfreiheit und, als weiteres Kennzeichen der herausgehobenen Stellung als Königsstadt, die Veranlagung der Reichssteuern durch die Stadt selbst. Basierend auf diesen Privilegien begann die Herausbildung vielfältiger Institutionen der städtischen Selbstverwaltung. So sind seit 1256 Nürnberger Ratsherren (consules) und eine Bürgergemeinde (universitas civium) belegt. Unter König Rudolf von Habsburg schritt die Entwicklung zur Freien Reichsstadt weiter voran. 1320 erwarb Nürnberg schließlich die Hochgerichtsbarkeit, ein weiteres Kennzeichen eines freien Reichsstands.

## Wachsende Bedeutung
Nach dem Tod des Grafen Otto von Orlamünde gingen im Jahre 1340 durch Erbschaftsvertrag die Plassenburg von Kulmbach und die dazugehörige Grafschaft an Burggraf Johann II., womit sich das Herrschaftsgebiet der Hohenzollern deutlich erweiterte. Als 1398 Burggraf Friedrich V. starb, wurde das Gebiet der Hohenzollern unter seinen Söhnen aufgeteilt. Während der eine Sohn als Johann III. den nördlichen Teil um die Stadt Kulmbach erhielt, wurde der andere Sohn als Friedrich VI. Burggraf von Nürnberg und Markgraf der Landgebiete um Ansbach. Mit dieser Teilung ist die Grundlage für die späteren (preußischen) Fürstentümer Bayreuth und Ansbach gelegt.
Der „Rat der Stadt“ versuchte im 14. Jahrhundert die Rechte und Besitzungen des Burggrafen in der Stadt Nürnberg anzufechten, um eine möglichst große Autonomie für Nürnberg zu erreichen.
In die Zeit des Aufstiegs zur Regionalmacht fällt auch die Vertreibung der Juden aus Nürnberg. Schon 1298 waren 628 der Nürnberger Juden dem Rintfleisch-Pogrom zum Opfer gefallen, darunter einer der wichtigsten europäischen Rabbiner des Mittelalters Mordechai ben Hillel. Nachdem sich die Stadt immer mehr auf die südliche Pegnitzseite ausgeweitet hatte, lag das Judenviertel in der Gegend des heutigen Hauptmarktes plötzlich im Mittelpunkt der Stadt, was viele störte. 1349 wurde daher der Patrizier Ulrich Stromer vom Zotenberg zum Kaiser geschickt, um die Erlaubnis zur Beseitigung des Viertels einzuholen. Nicht völlig auszuschließen ist, dass die Nürnberger in dieser Angelegenheit auch willfährige Ausführer kaiserlicher Anordnungen gegen die Juden aus demselben Jahr waren. Aufgrund unterschiedlichster Vorwürfe (es war die Zeit der Großen Pest) wurden insgesamt 562 jüdische Bürger verbrannt und ihr Vermögen eingezogen. Die übrigen hatten Nürnberg zu verlassen, aber bereits 1352 gestattete man ihnen die Wiederansiedlung in einem anderen Teil der Stadt. Auf den Ruinen des alten Judenviertels entstand 1358 die Frauenkirche.

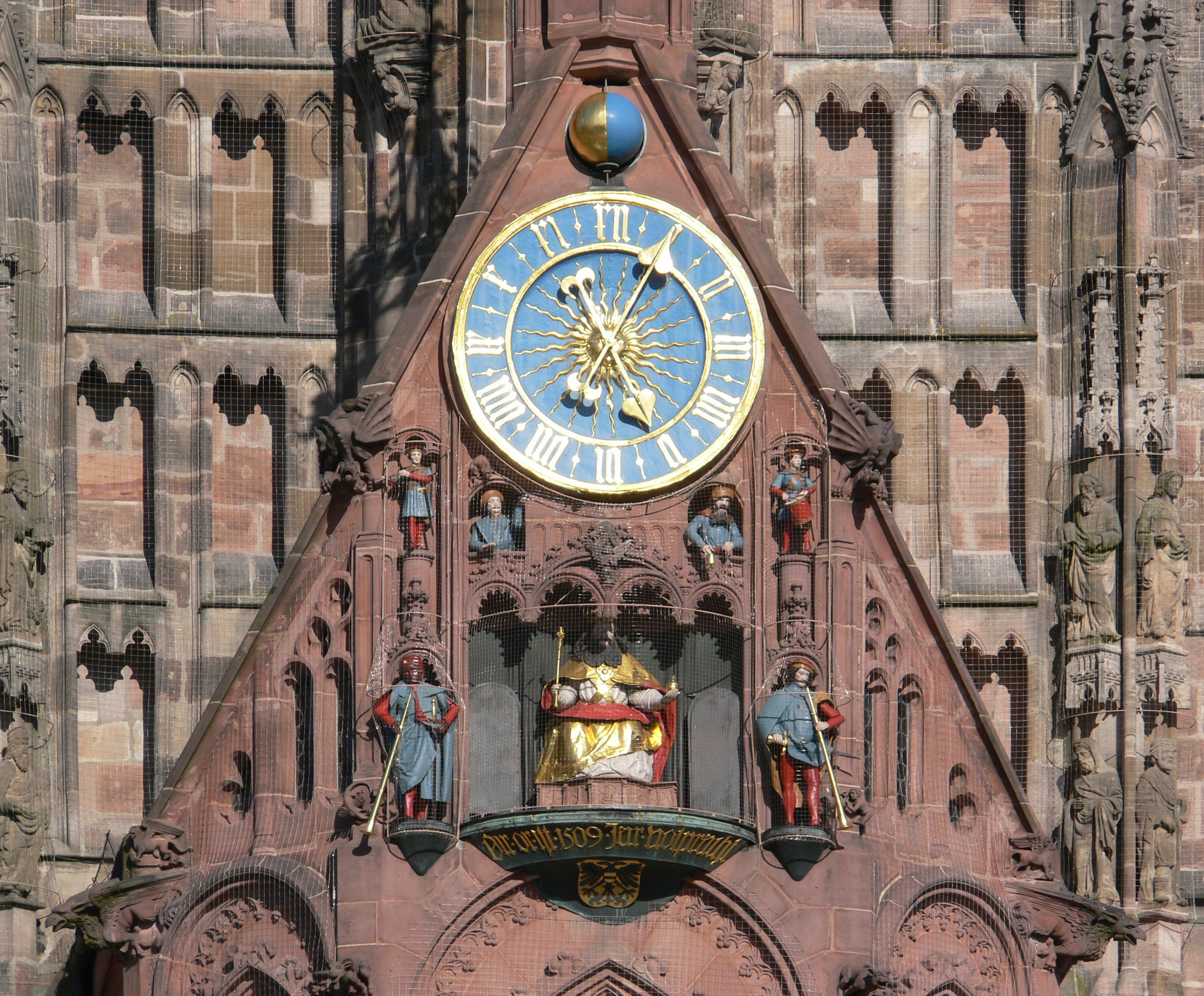
An die Verkündung der Goldenen Bulle erinnert seit 1509 das Männleinlaufen der astronomischen Uhr an der Frauenkirche

Kaiser Ludwig der Bayer wählte zur Zeit der Burggrafen Nürnberg gern als Aufenthaltsort, ebenso Karl IV., der 1356 in Nürnberg die Goldene Bulle erließ, in der zum einen die Wahl des deutschen Königs durch sieben Kurfürsten geregelt wurde, und zum anderen, dass jeder Kaiser den ersten Reichstag nach seiner Wahl in Nürnberg abhalten sollte. An dieses Ereignis erinnert noch heute die berühmte Touristenattraktion des „Männleinlaufens“ an der Frauenkirche aus dem Jahr 1509, mit dem die Huldigung des Kaisers Karl IV. durch die Kurfürsten dargestellt wird.
Nachdem Burggraf Friedrich VI. vom römisch-deutschen König Sigismund am 8. Juli 1411 zum „Obersten Verweser und Hauptmann der Mark Brandenburg“ ernannt worden war und anlässlich des Reichstag von Konstanz dem Burggrafen durch König Sigismund am 18. April 1417 offiziell die Kurfürstenwürde von Brandenburg übertragen wurde, begannen sich die Interessen der Hohenzollern von Nürnberg abzuwenden. Die Zerstörung der Burggrafenburg durch den wittelsbachischen Pfleger von Lauf, Christoph Leininger, im Jahr 1420 gab Friedrich VI. den Anstoß sich von der Burg zu trennen. Schließlich verkaufte er im Jahre 1427 seinen Burggrafentitel und die Überreste der Burggrafenburg für 120.000 Gulden an den „Rat der Stadt Nürnberg“ und zog sich auf seine Burg nach Cadolzburg zurück, um sich von dort mehr um seine anderen Fürstentümer Brandenburg, Ansbach und Kulmbach zu kümmern. Der Burggrafentitel wurde aber von den Hohenzollern weiterhin geführt, auch um die historischen Wurzeln des Adelsgeschlechts zu demonstrieren. Der Rat der Stadt hatte damit das alleinige Sagen in der Stadt – die langjährigen Bemühungen hatten Erfolg gezeigt.

## Herrschaft der Patrizier

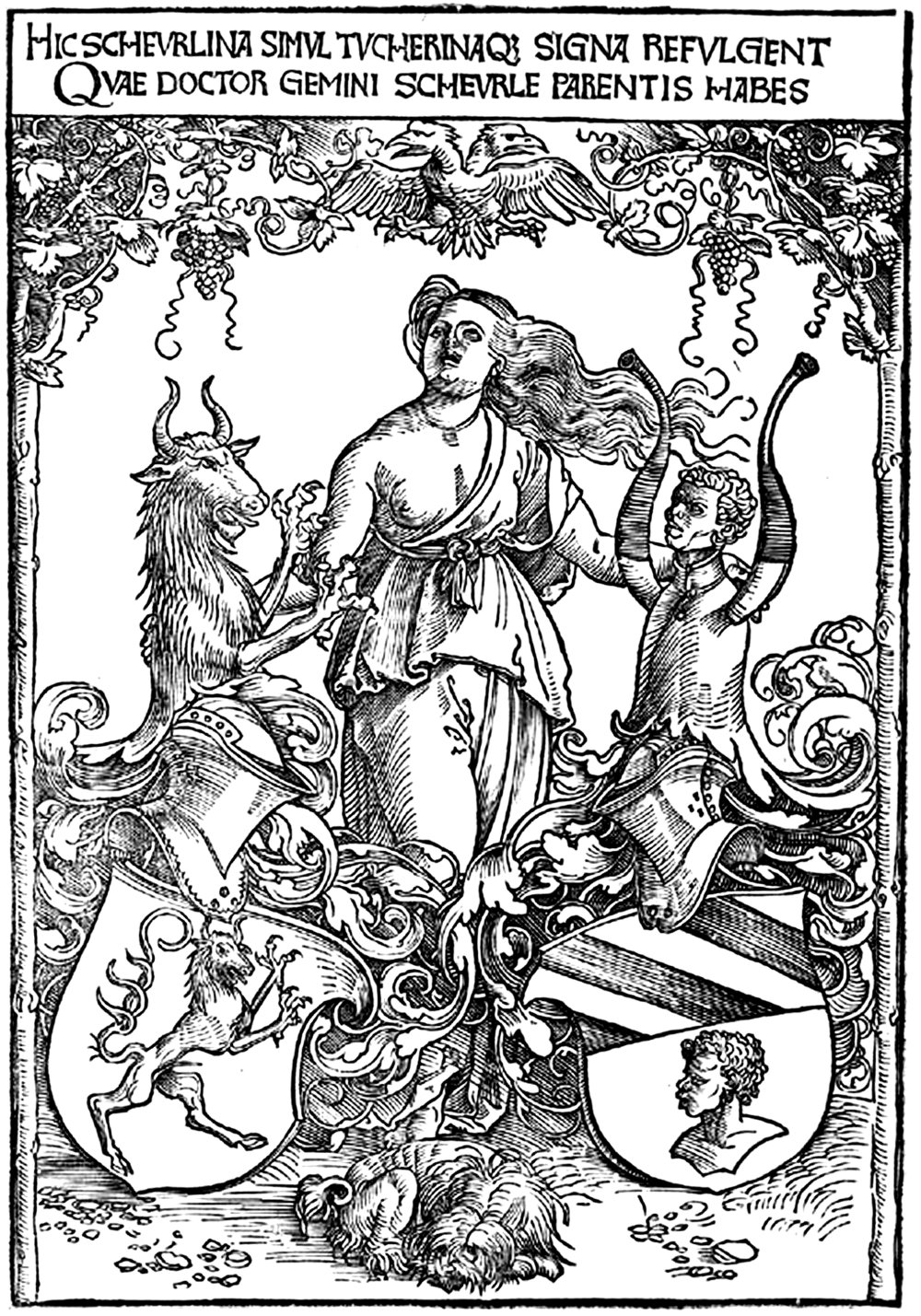
Albrecht Dürer: Wappen der Scheurl und Tucher, Holzschnitt um 1512

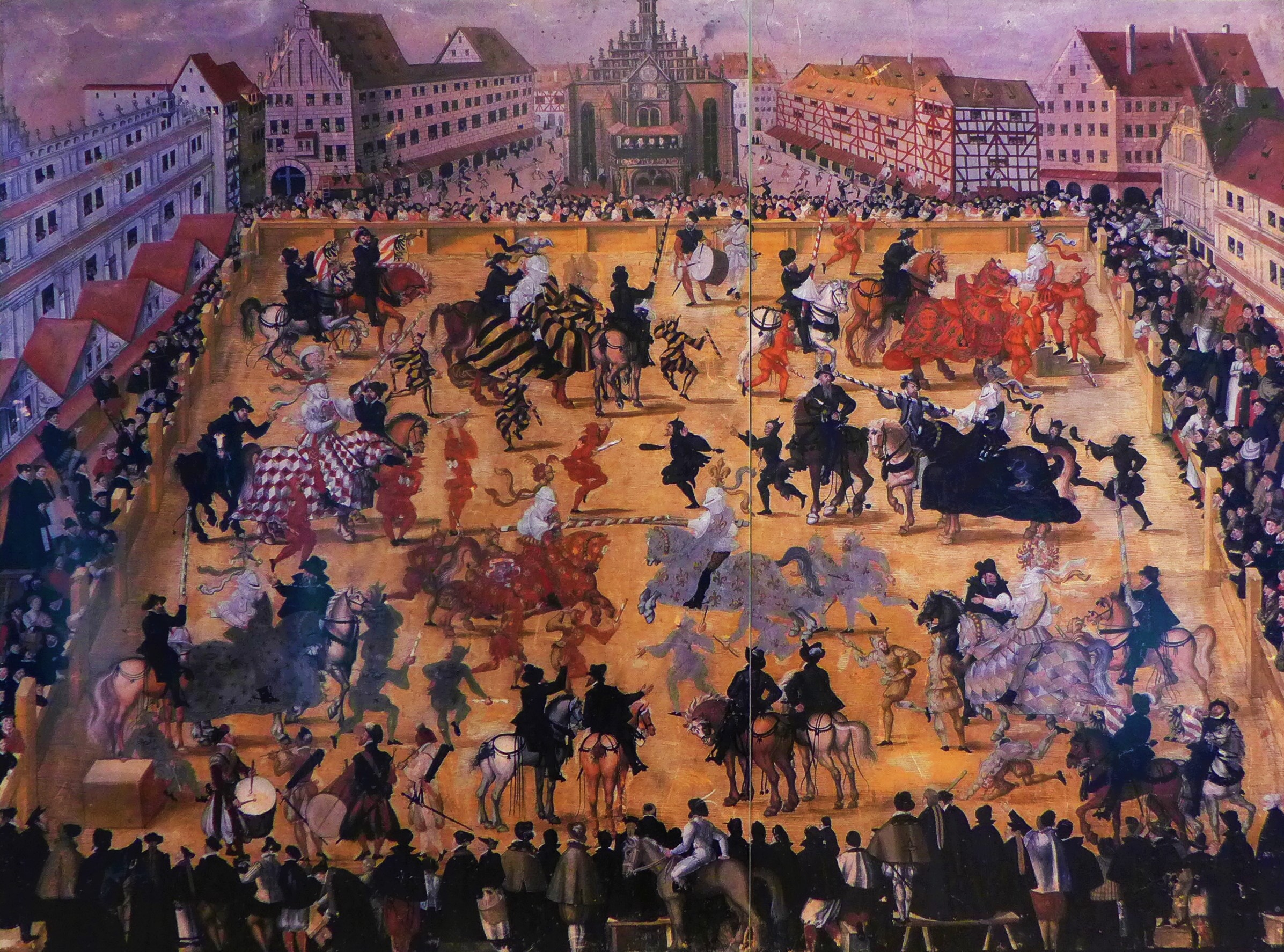
Nürnberger Gesellenstechen: Die Nürnberger Patrizier waren zwar keine Ritter im eigentlichen Sinne, trugen aber auf dem Hauptmarkt vor der Frauenkirche ein eigenes Turnier aus, um ihren vornehmen Lebensstil zu dokumentieren. Das dargestellte Turnier vom 3. März 1561 war das letzte seiner Art in Nürnberg. Die Reiter, die sogenannten Gesellen, befinden sich in verschiedenen Phasen der Vorbereitung und des Kampfes. Dazwischen bewegen sich Waffenmeister zu Pferde, Knechte in Narrenkostümen und Musiker. Die neugierigen Zuschauer versuchen, bis auf die Dächer hinauf einen guten Platz zu ergattern (Jost Ammann, Nürnberg 1561, Bayerisches Nationalmuseum).

Die Geschichte des Schürstabhauses reicht zurück bis ins 12. Jahrhundert, 2007

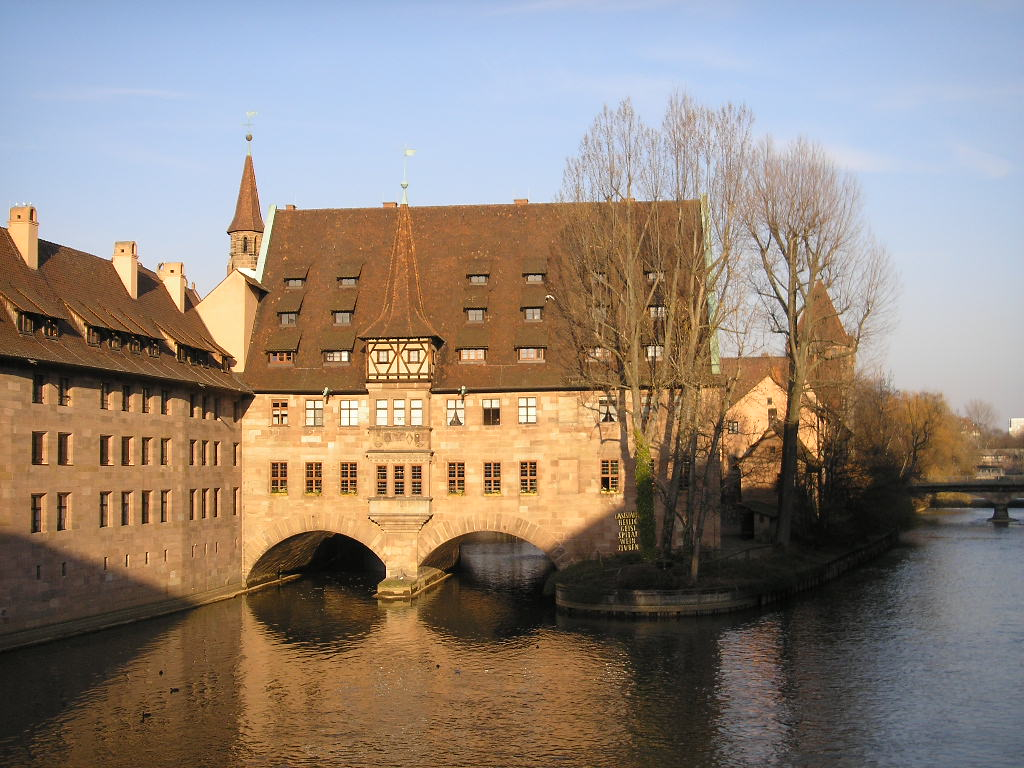
Das 1339 vom Patrizier Konrad Groß gestiftete Heilig-Geist-Spital, 2007

Der Rat wurde erstmals 1256 erwähnt, um 1285 scheinen sich die ersten Regeln für den „Rat“ herausgebildet zu haben, konkrete Ausformulierungen der im Wesentlichen durch Gewohnheit (und Weltanschauung) gebildeten patrizischen Verfassung des Rates erfolgten um das Jahr 1320. Im Rat der Stadt waren die durch ihren Handel reich gewordenen Kaufmannsfamilien vertreten, die zunächst als Geschlechter auftraten und sich seit der Renaissance nach römischem Vorbild Patrizier nannten. Insbesondere in späterer Zeit hatten auch einige Handwerkerzünfte ein gewisses Mitspracherecht, rückten jedoch niemals (anders als beispielsweise in den Städten magdeburgischen oder lübischen Rechts) in den Kreis der eigentlichen Ratsfähigkeit ein: rechtshistorisch gilt Nürnberg als Musterbeispiel einer patrizischen Stadtrepublik. Die Anzahl der Mitglieder und der berechtigten Familien wechselte über die Jahrhunderte hinweg. So bestand der Rat im 15. Jahrhundert beispielsweise aus 26 Mitgliedern, die von 28 Familien bestimmt wurden, im 18. Jahrhundert waren es 34 Mitglieder, die 19 „rats- und gerichtsfähige“ Familien der Stadt repräsentierten. Keine Familie durfte mehr als zwei Mitglieder im Rat stellen, was aber kein Problem war, da fast alle miteinander verwandt oder verschwägert waren. Die Mitgliedschaft im Rat war in der Praxis (meist) lebenslang, formell aber wurden die Ratsherren jedes Jahr im Mai, später am Osterdienstag gewählt. Als wichtigste und bekannteste dieser Patrizierfamilien sind unter anderen zu nennen: Tucher von Simmelsdorf, Haller von Hallerstein, Löffelholz von Kolberg, Scheurl von Defersdorf, Holzschuher von Harrlach oder Stromer von Reichenbach.
Besonders in diesem Wahlvorgang zeigt sich das Wesen der patrizischen Verfassung der Reichsstadt Nürnberg: Der amtierende Rat (später an dessen Stelle der „Rat der Genannten“; dazu gleich) versammelte sich am Wahltag im Saal des Rathauses und wählte aus der Zahl der amtierenden Bürgermeister einen „Wahlaufsatz“, quasi eine Wahlkommission, von nur zwei Männern. Diese ernannten formaljuristisch den nachfolgenden Rat, wobei sie „wie selbstverständlich“ sozialen Konventionen folgend das vorherbestimmte Wahlergebnis umsetzten, also nur bei Tod oder „Verstoßung“ eines Ratsmitgliedes oder auf Grund einer Vereinbarung neue (vorausbestimmte) Mitglieder ernannten.
Auch der Rat war intern abgestuft strukturiert: Nach Dienstalter waren die Ratsherren in „jüngere und ältere Schöffen/Bürgermeister“ geteilt. Vorsitzende des Rates waren zwei Konsuln, jeweils ein „Älterer“ (duumvir primarius) und ein „Jüngerer Bürgermeister“, die aber jeweils nur 26 Tage (diese Periode wurde „die Frage“ genannt) regieren durften, so dass es praktisch unmöglich ist, eine auch nur annähernd vollständige Liste der formalen Stadtoberhäupter Nürnbergs zu erstellen. Aus den „älteren Bürgermeistern“ wurde wiederum ein engerer Kreis von sogenannten „Älteren Herren“ gewählt, die mit wichtigen Staatsangelegenheiten betraut waren; aus deren Mitte wiederum wurden die drei Hauptleute bestellt: der „Vorderste und der Jüngere Losunger“, denen die Stadtkasse und die Wahrung der Siegel und Freiheitsbriefe anvertraut war (dafür waren ihnen Handel und Gewerbe verboten), sowie der dritte Hauptmann, dem das Kriegs- und Bauwesen unterstand.
Seit Anfang des 14. Jahrhunderts tritt zum eigentlichen „Rat“ noch der „Rat der Genannten“ (oder „Große Rat“) hinzu. Diesem gehörten die von den Ratsherren „genannten“ (also ernannten) Herren an, meist einflussreiche Zunftvertreter oder Gewerbetreibende. Der Rat der Genannten trat nur auf Einberufung und Frage des „engeren“ Rates zusammen. Diese „genannten“ Familien galten nicht als „ratsfähig“, wurden also auch nicht als Teil des patrizischen Stadtregiments betrachtet, jedoch waren sie als angesehene „Erbare“ gerichtsfähig, konnten also einem unter der Autorität des Rates stehenden Gerichtshof vorsitzen.

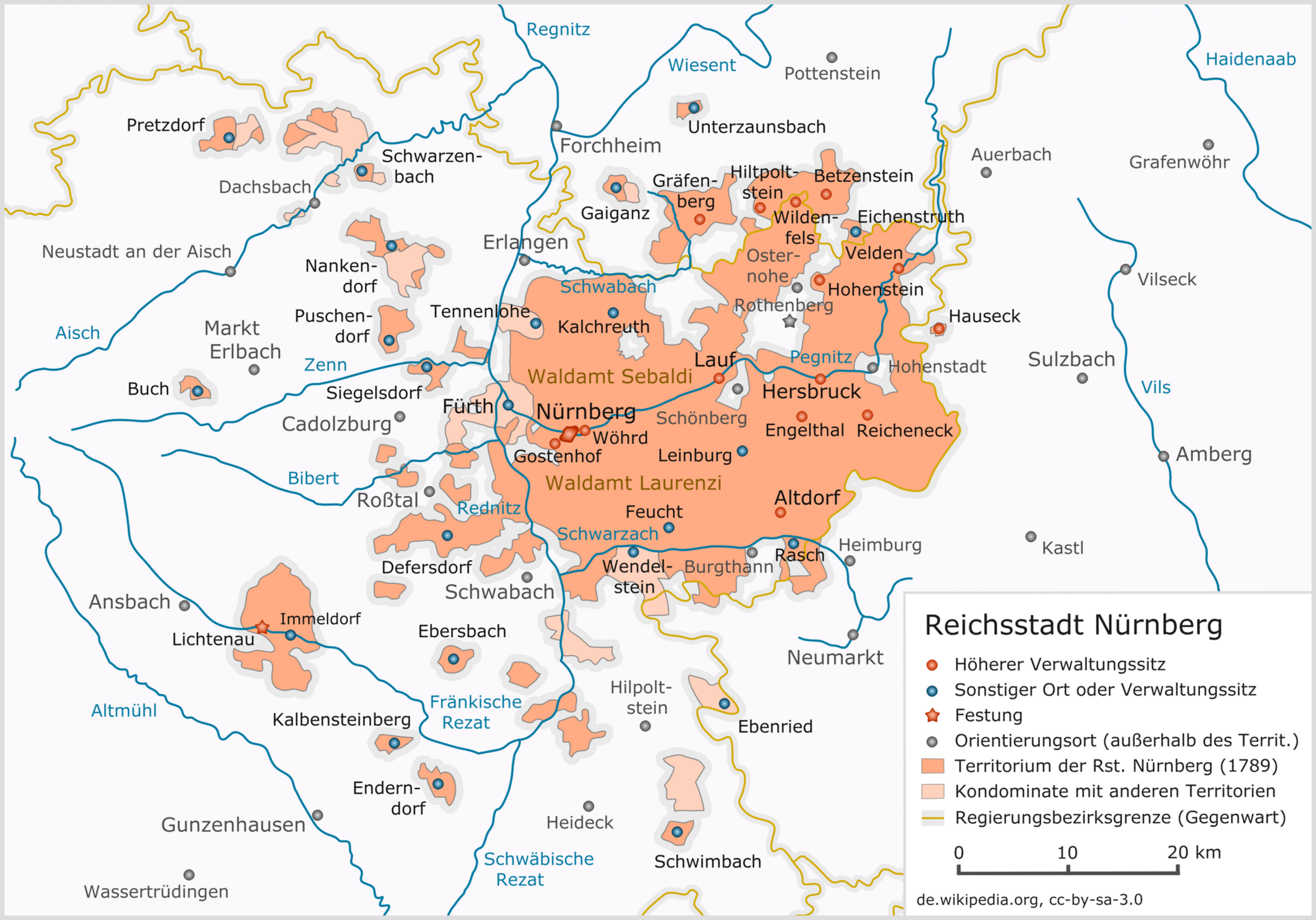
Das Landgebiet der Reichsstadt Nürnberg

Die Stadt besaß im Umland zeitweilig bis zu elf Pflegämter, durch die sie ihr reichsunmittelbares Territorium verwaltete. Als Pfleger auf den Pflegschlössern amtierten meist Patrizier, seltener „Erbare“. Ferner das Waldamt Sebaldi und das Waldamt Laurenzi. Außerdem besaßen rund 40 Familien sowie eine Reihe von Institutionen des Rates abgabepflichtige Untertanen im Nürnberger Umland. Durch laufend neue Lehnsverhältnisse der Ratsherren mit den Bauern der Umgebung dehnte sich der Einfluss der Nürnberger Patrizier auf das gesamte Umfeld der Stadt aus, so dass Nürnberg schnell zur bedeutendsten Macht in Franken aufstieg. Für das Jahr 1497 geht das Stadtlexikon von insgesamt 28.000 Personen in 5.780 Haushalten und 780 Orten außerhalb Nürnbergs aus, die der Freien Reichsstadt abgabepflichtig waren.
Aber auch soziale Angelegenheiten wurden nicht aus den Augen gelassen. So gründete der Nürnberger Bürger Konrad Groß im Jahre 1339 mittels einer Stiftung das Heilig-Geist-Spital, das sich bald nicht nur zur wichtigsten sozialen Institution unter dem Rat der Stadt entwickelte, sondern über Zins- und Abgabenverpflichtungen zu einem der größten Grundstücksbesitzer des Nürnberger Umlandes wurde (im 18. Jahrhundert noch mehr als 700 Bauernhöfe in über 150 Orten). Als weitere bedeutende Sozialinstitution der Stadt mit Grundstücksbesitz im Umland ist vor allem das sogenannte „Nürnberger Landalmosen“ zu nennen (um 1800 noch mehr als 1800 Höfe und Güter in über 500 Ortschaften), das nach der Reformation eingerichtet wurde und zeitweise für die Güter des Heilig-Geist-Spitals mitverantwortlich war.

## Nürnbergs Blütezeit

### Reichskleinodien

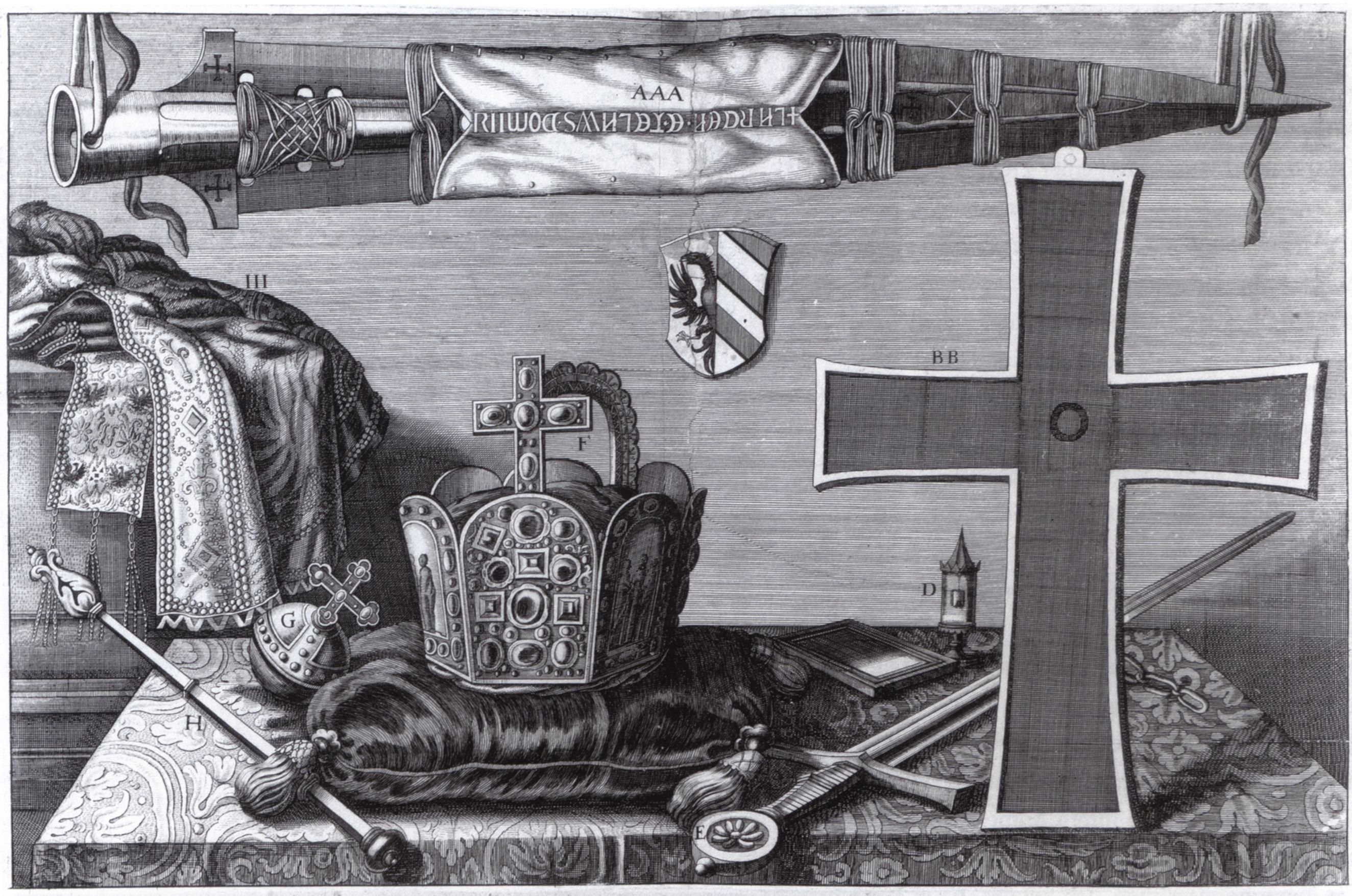
Die Reichskleinodien, Holzschnitt aus der zweiten Hälfte des 16. Jahrhunderts

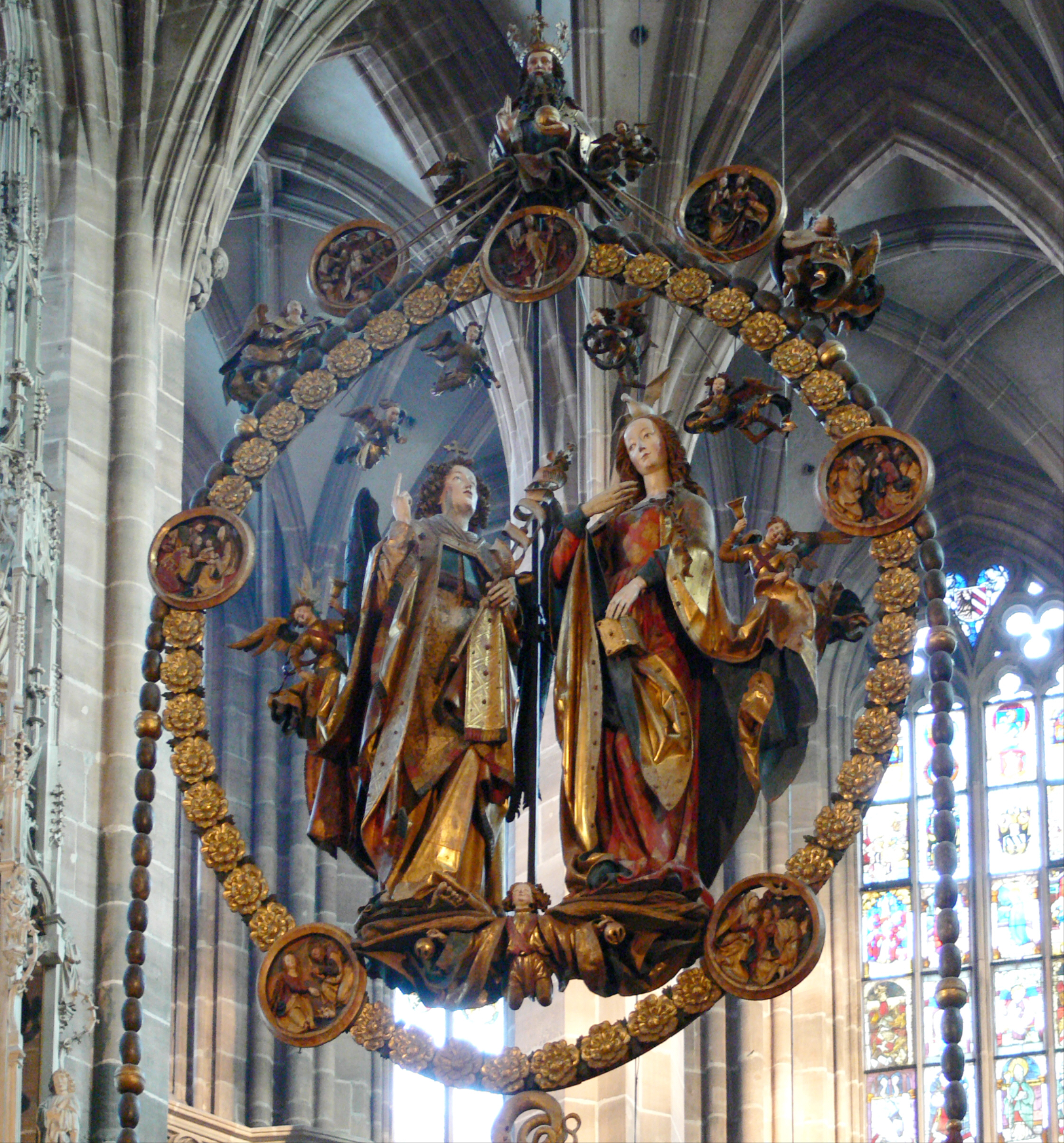
Der 1517/18 von Veit Stoß geschaffene Englische Gruß in der Nürnberger Lorenzkirche

Am 29. September 1423 verlieh König Sigismund der Stadt Nürnberg die Verwahrrechte für die Reichskleinodien „auf ewige Zeiten, unwiderruflich und unanfechtbar“ und ließ sie im Jahr darauf in die Stadt verbringen, wo sie bis Ende des 18. Jahrhunderts in der Kirche des Heilig-Geist-Spitals aufbewahrt wurden.
Bis 1452 war der jahrzehntelange Bau der letzten Stadtmauer abgeschlossen, die ein erweitertes Stadtgebiet umschloss.
1439 wurde an der Stelle einer bereits seit 1235 existierenden Kapelle auf der Südseite der Pegnitz der Grundstein zur größten und prächtigsten Nürnberger Kirche, der Lorenzkirche, gelegt. Es dauerte aber noch bis 1519, bis der Bau abgeschlossen werden konnte.

### Erster Markgrafenkrieg
Die aufstrebende Regionalmacht Nürnberg geriet bald mit ihrem alten Herrschergeschlecht, den früheren Burggrafen, in Konflikt, die nach dem verkaufsbedingten Verlust ihres Einflusses in Nürnberg als Markgrafen von Brandenburg-Kulmbach und als Kurfürsten von Brandenburg ebenfalls große Bereiche der Gegend um die Stadt unter ihre Kontrolle gebracht hatten. Höhepunkt dieser Auseinandersetzung war in den Jahren 1449/1450 der sogenannte „Erste Markgrafenkrieg“, mit dem Markgraf Albrecht Achilles vergeblich versuchte, sich seine früheren Rechte von der Stadt Nürnberg wieder zurückzuholen. Bei der Gründung des Fränkischen Reichskreises auf dem Reichstag von Augsburg am 2. Juli 1500 war die Reichsstadt Nürnberg eines der insgesamt 27 Territorien, die diesen Kreis bildeten. Aber auch nach Bildung des Reichskreises kam es zu Auseinandersetzungen der Reichsstadt gegen die Übergriffe der Markgrafen wie 1502 in der Schlacht um Affalterthal vor den Toren Nürnbergs.

### „Des Reiches Schatzkästlein“
Die Jahre um die Jahrhundertwende zwischen 1470 und 1530 gelten allgemein als die Blütezeit der Stadt. Der Nürnberger Handel mit praktisch allen Teilen der damals bekannten Welt wurde sprichwörtlich: „Nürnberger Tand geht durch alle Land“, ebenso Nürnbergs Reichtum: „Des Reiches Schatzkästlein“ (siehe dazu auch Nürnberger Witz). Die Einnahmen der Stadt sollen größer gewesen sein als die des ganzen Königreichs Böhmen. In vielen Städten wurden eigene Handelsniederlassungen unterhalten wie zum Beispiel der Nürnberger Hof in Frankfurt. Zu dieser Zeit lebte und arbeitete beispielsweise Albrecht Dürer (1471–1528) in Nürnberg, Martin Behaim (1459–1507) baute den ersten Globus und Peter Henlein (ca. 1485–1542) fertigte eine der ersten Taschenuhren. Zu nennen sind aus diesem Zeitraum ferner der Holzschnitzer Veit Stoß (1447–1533), der Bildhauer Adam Kraft (ca. 1460–1508/09) und der Erzgießer Peter Vischer (ca. 1460–1529). Lediglich die Literatur fand nicht zu der Blüte wie die anderen Künste, wenn auch mit dem Schuster und Poeten Hans Sachs (1494–1576) zumindest ein bedeutender Literat zu dieser Zeit in Nürnberg lebte.

### Landshuter Erbfolgekrieg

Reichsstädtisches Landgebiet von Nürnberg 1505–1806

In diese Zeit fällt auch die Beteiligung Nürnbergs am Landshuter Erbfolgekrieg. Durch geschickte Kriegführung als Verbündeter der Münchner Linie der Wittelsbacher gelangten im Laufe dieses Konflikts die vormals zu Bayern-Landshut gehörigen Ämter im Osten der Stadt (z. B. Altdorf, Lauf oder Hersbruck) unter Nürnberger Herrschaft und erhielten die Bezeichnung „Neue Landschaft“. Nachdem der spätere Kaiser Maximilian I. im Jahre 1505 den Besitz offiziell bestätigt hatte, besaß Nürnberg nunmehr das flächenmäßig größte Landgebiet aller Reichsstädte auf dem Gebiet der heutigen Bundesrepublik Deutschland. Die Grundlagen für die Lebensmittelversorgung der Stadt hatten sich auf diese Weise erheblich verbessert und auch die Sicherheit der Kaufmannszüge von und zur Stadt war jetzt ebenfalls besser zu gewährleisten.

### Fränkischer Krieg
Im Fränkischen Krieg ging die Reichstadt 1523 zusammen mit anderen Reichsstädten des Schwäbischen Bundes gegen mehrere Raubritterburgen vor.

### Reformation

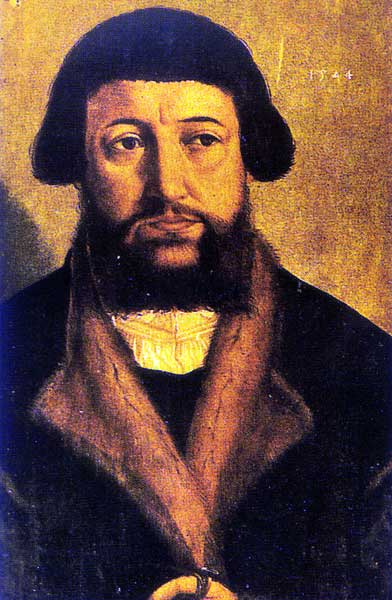
Andreas Osiander, Papierzeichnung von Georg Pencz, 1544

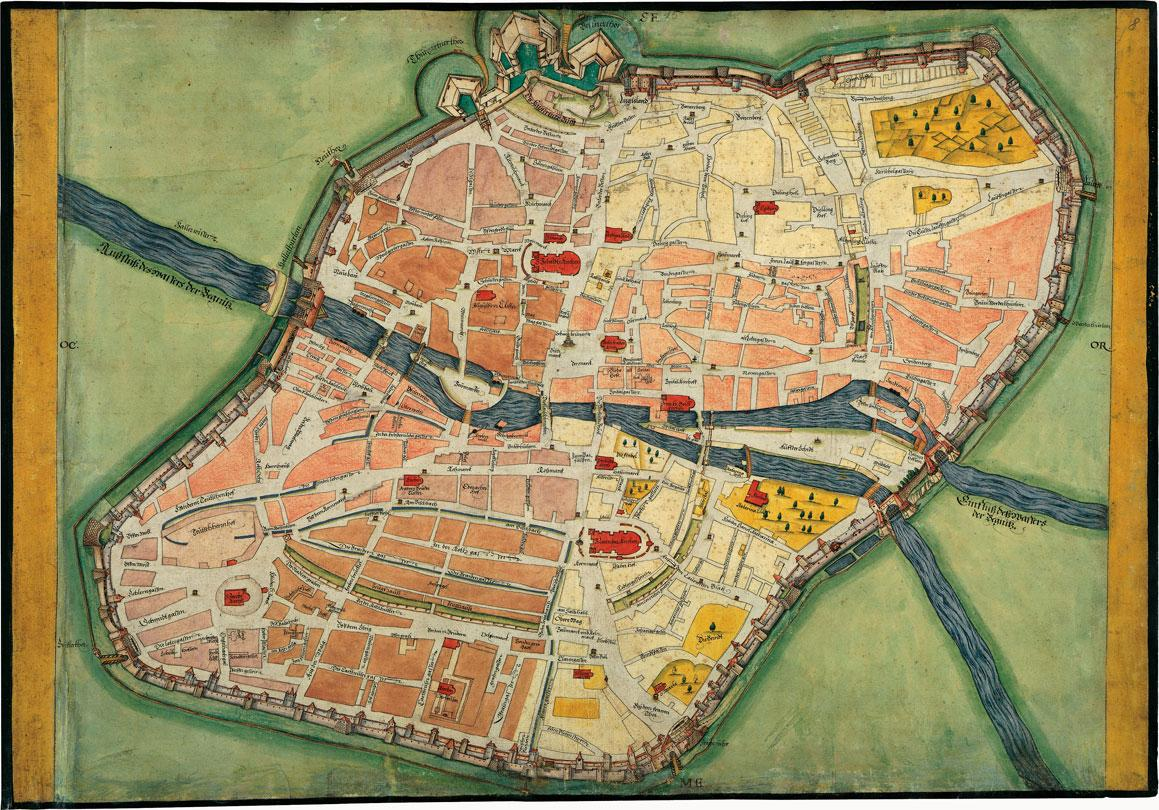
Nürnberg, Grundriss von Paul Pfinzing, 1594

Bereits 1516 hatte Martin Luthers Lehrer Johann von Staupitz durch seine Predigten in Nürnberg bei namhaften Bürgern Eindruck gemacht. Ab 1517 versammelten sich diese in der Sodalitas Staupitziana. Im selben Jahr löste Luther in Wittenberg die Reformation aus. Bald danach festigte sich der neue Glaube in Nürnberg. Andreas Osiander trug als Pfarrer von St. Lorenz wesentlich zur Durchsetzung des neuen Glaubens in seiner lutherischen Form bei. Nach dem Abschluss des Nürnberger Religionsgesprächs im März 1525 schloss sich der Rat der Stadt Nürnberg in mehreren Beschlüssen der Reformation an. Mit Philipp Melanchthons Unterstützung entstand 1526 das erste Gymnasium im deutschsprachigen Raum; es konnte fähige Lehrer anziehen und besteht bis heute im Melanchthon-Gymnasium Nürnberg fort. Bereits im Jahre 1529 erklärte sich die Reichsstadt auf dem Reichstag von Speyer in der Protestation zu Speyer als protestantisch. In Nürnberg wurde 1532 mit dem sogenannten Nürnberger Religionsfrieden erstmals eine (zeitlich noch befristete) reichsrechtliche Anerkennung der evangelischen Glaubenslehre verabschiedet.
1533 wurde daraufhin – wiederum wesentlich auf Andreas Osiander zurückgehend – eine neue Kirchenordnung erlassen, die sich nicht nur auf Nürnberg und sein Landgebiet erstreckte, sondern auch für das zollernsche Fürstentum Ansbach Gültigkeit besaß. Da die Könige und Kaiser katholisch blieben, wurde 1543 zum letzten Mal ein Reichstag nach Nürnberg einberufen.

### Zweiter Markgrafenkrieg

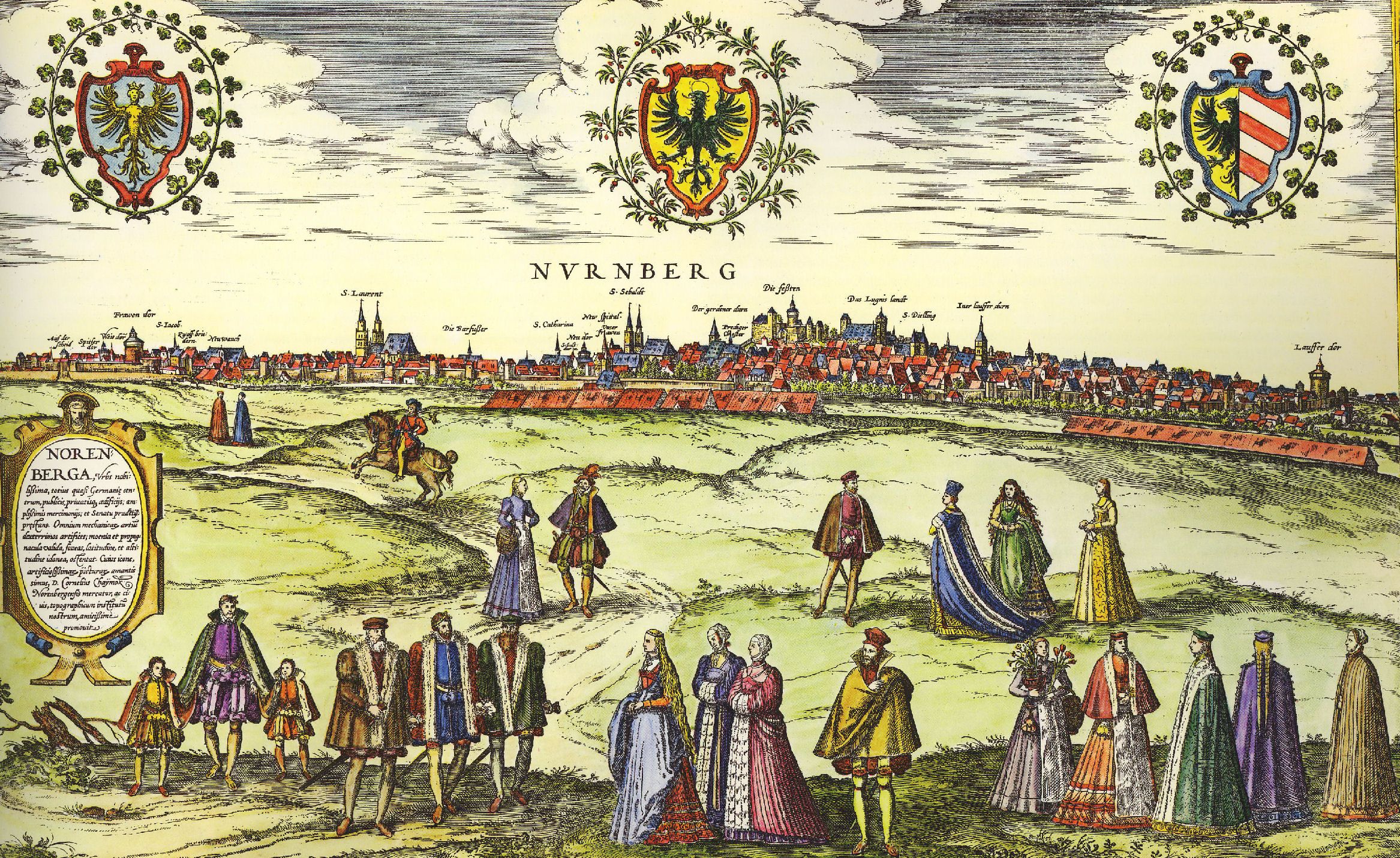
Nürnberg, Stich von Frans Hogenberg in Civitates orbis terrarum von Georg Braun, herausgegeben 1572 bis 1618

Im 1552 ausgebrochenen verlustreichen „Zweiten Markgrafenkrieg“ des hohenzollernschen Markgrafen Albrecht Alcibiades gegen Nürnberg und die Bistümer Bamberg und Würzburg widerstand die Stadt einer Belagerung des Angreifers. Doch besonders das Nürnberger Landgebiet, aber auch die beiden Bistümer wurden schwer verwüstet, bevor es gelang, den Markgrafen zu besiegen. Die riesigen Kriegskosten in Höhe von 4 Mio. Gulden belasteten Nürnberg enorm und kündigten das Ende des Nürnberger Aufstiegs an.
Die Wirtschaft blühte noch und die Stadt blieb weiter das Technologiezentrum des Reiches, aus dem sich Kaiser Rudolf II. (1576–1612) regelmäßig Spezialisten an seinen Hof nach Prag holte. Die Nürnberger Börse diente als Bindeglied im Handel zwischen Italien und anderen europäischen Wirtschaftszentren. Im Jahre 1616 begann man mit der Erweiterung des prächtigen und repräsentativen Rathauses und die geistige Offenheit der Stadt drückte sich nochmals 1622 in der Gründung einer Universität auf dem Territorium der Reichsstadt in Altdorf aus. Sie sollte der Ausbildung protestantischer Theologen und Juristen dienen und bestand bis zum Jahre 1809. Prominente Studenten wie beispielsweise Albrecht von Wallenstein (1583–1634) oder Gottfried Wilhelm Leibniz (1646–1716), der 1667 in Altdorf den Doktortitel erwarb, zeugen von der anfänglichen Attraktivität der Hochschule, ehe sie im Laufe des 18. Jahrhunderts auf den Status einer rein regionalen Lehranstalt absank.
Die Karte des Zeichners Hans Bien (Bien-Karte) vermittelt einen Eindruck von der Stadt zur Zeit von 1628/32.

## Beginnender Abstieg

### Dreißigjähriger Krieg

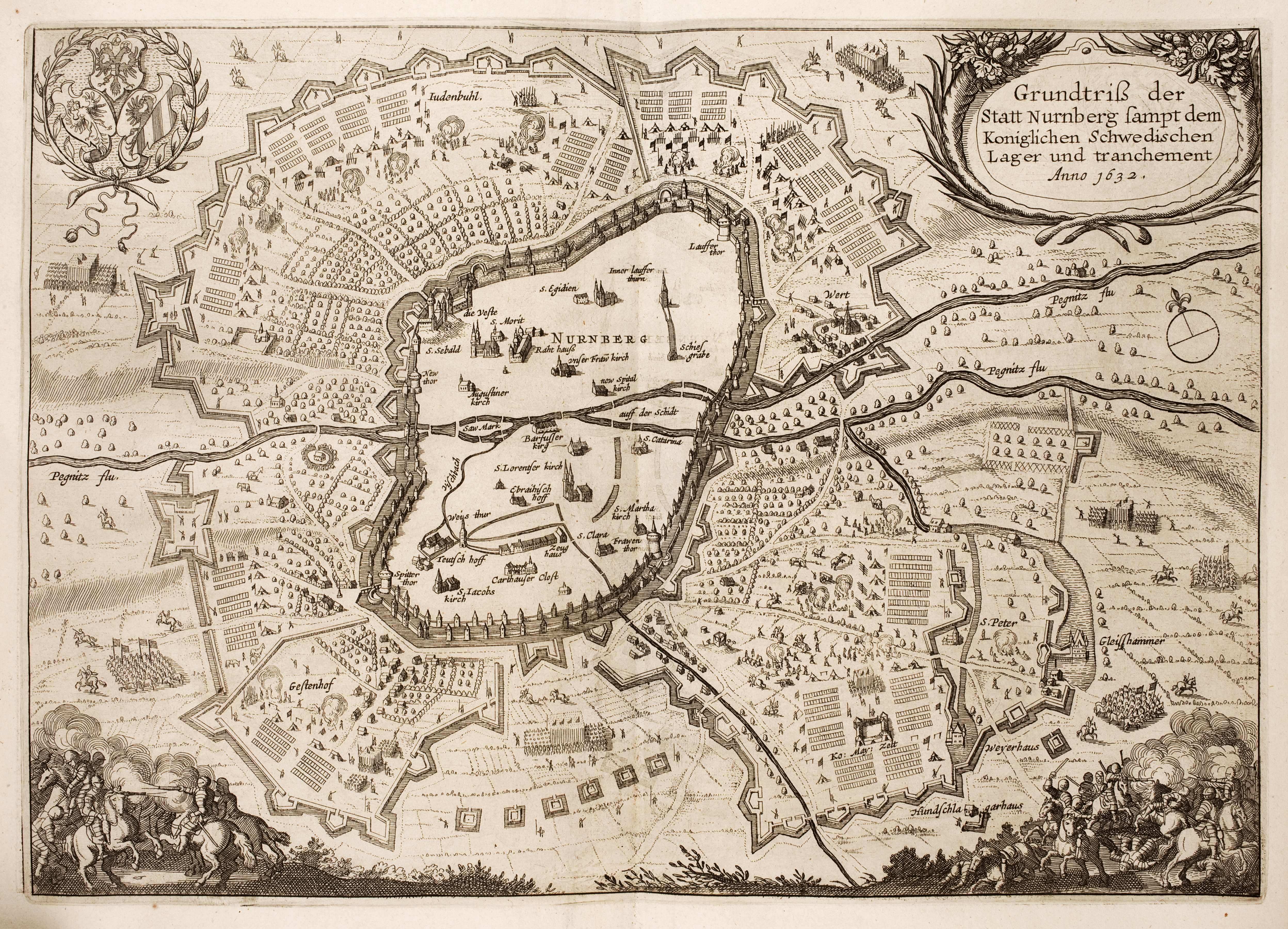
Lager und Befestigungen des schwedischen Königs Gustav Adolf II, August 1632. Kupferstich von Matthäus Merian der Ältere. Danckaerts Historis 1642.

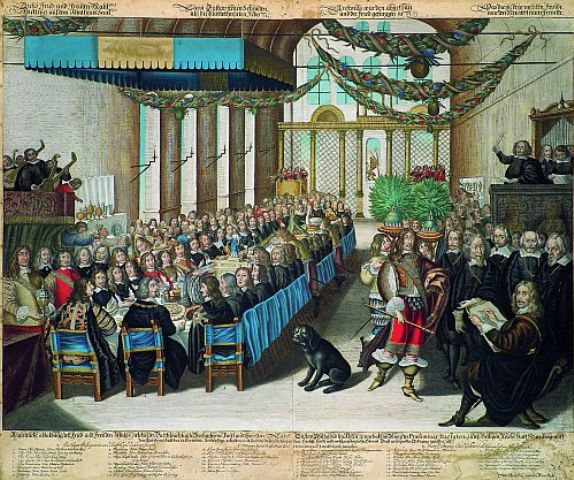
Das Friedensmahl des Kurfürsten Karl Gustav von der Pfalz im Nürnberger Rathaus, Kupferstich von Wolfgang Kilian, 1651

Die reichen Bürgerstädte Nürnberg und Magdeburg wurden im Dreißigjährigen Krieg zu Bollwerken des Protestantismus in Deutschland. Den Beginn des Abstiegs Nürnbergs markiert das Jahr 1632, als ein bis zum Jahr 1635 dauernder Stellungskrieg zwischen der katholischen Partei Wallensteins und den Schweden westlich vor den Toren von Nürnberg bei der Alten Veste in Zirndorf begann. Schwere Verwüstungen der Nürnberger Besitztümer im Umland schwächten die Stadt in der Folgezeit in ihrer Substanz.
Von Nürnberg existiert ein Pesttaler von 1633 mit der Stadtansicht und der Umschrift PAX ADSIT BELLVM FVGIAT PESTISQVE SEVERA (= Der Friede soll bleiben, Krieg und strenge Seuche sollen weichen).
Während dieser kriegerischen Periode wurde im Jahre 1644 der bis heute existierende Pegnesische Blumenorden als kulturelle Vereinigung in Nürnberg gegründet.
Am Ende des Dreißigjährigen Krieges erlebte Nürnberg mit dem Nürnberger Exekutionstag von April 1649 bis Juli 1650 ein letztes Mal ein bedeutendes Ereignis. Ein Höhepunkt war das „Friedensmahl“, das am 25. September 1649 aus Anlass der offiziellen Unterzeichnung des Friedensvertrags im großen Saal des Rathauses stattfand. Es wurde von Sigmund von Birken, dem herausragenden Dichter im Blumenorden, literarisch gewürdigt. Bis heute ist der Dreißigjährige Krieg durch den barocken Neptunbrunnen, ein Memento Nürnberger Bildhauer, Teil des Nürnberger Stadtbildes geblieben.

### Verschuldung

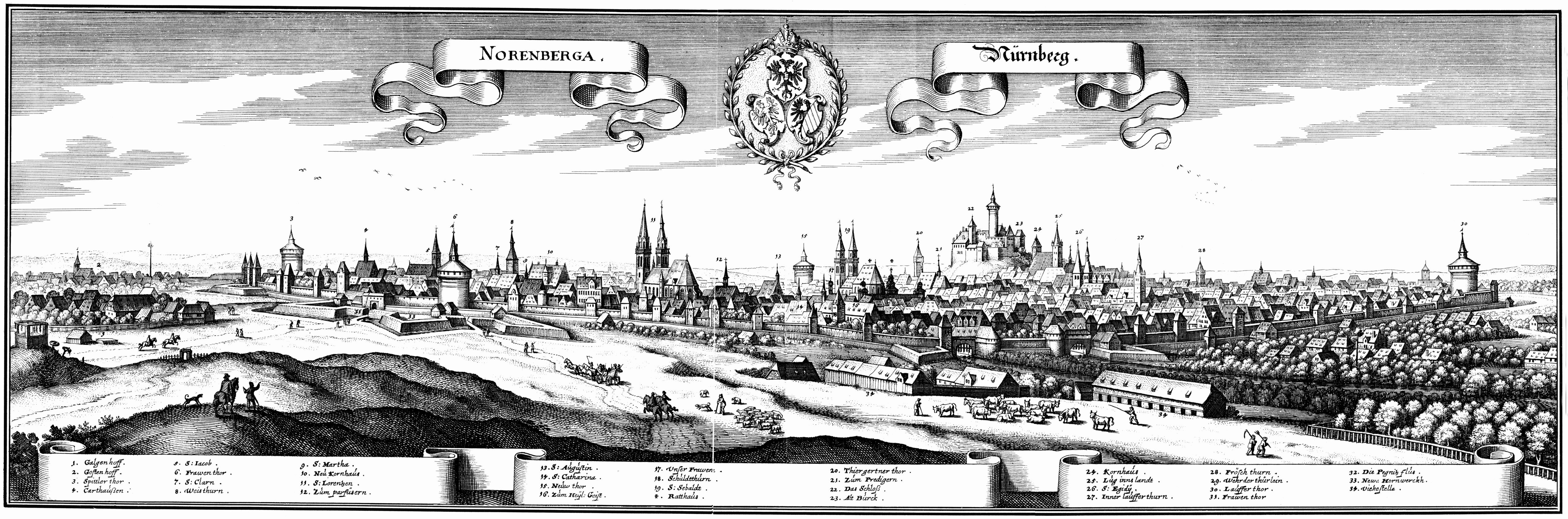
Nürnberg, Stich von Matthäus Merian, 1650

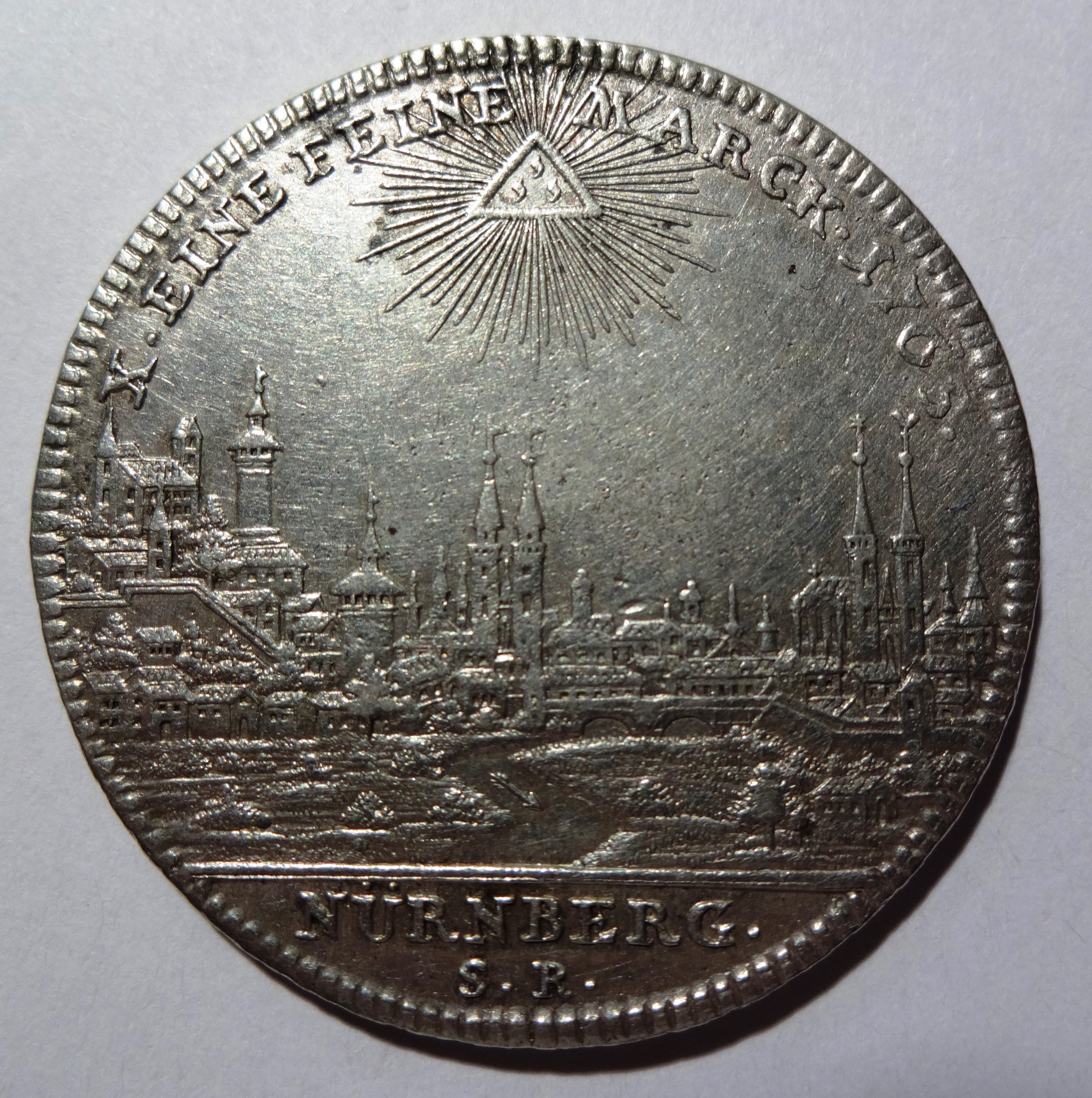
Stadtansicht von Nürnberg auf Taler, geprägt 1765

Bald nach dem Ende des Krieges wurde der politische und kulturelle Abstieg Nürnbergs immer deutlicher. Neben den bereits angesprochenen Verwüstungen und einer Reihe von Pestepidemien sind für die beginnende Stagnation in der Stadtentwicklung vor allem zwei weitere Gründe zu nennen: Zum einen verschuldete sich die Stadt im Laufe der Zeit so sehr, so dass sie allmählich handlungsunfähig wurde (das „Stadtlexikon Nürnberg“ beziffert die Schulden Nürnbergs auf den für damalige Verhältnisse horrenden Betrag von 9.923.580 Gulden Kapital zuzüglich 2.292.520 Gulden ausstehender Zinsen). Dieses Schicksal teilte Nürnberg mit nahezu allen Reichsstädten, deren Magistrate sich zusehends als unfähig herausstellten, auf die ökonomischen Herausforderungen der merkantilistischen Ära zu reagieren und etwa Zunft- oder Handwerkszwänge zu lockern oder Fabriken zuzulassen. Zum anderen führte das hohe Eigenständigkeitsstreben des „Rates der Stadt“ dazu, dass man sich mehr und mehr isolierte. So war es praktisch unmöglich, dass sich jemand von außerhalb in der Stadt ansiedelte, weil der Rat den Zuzug unter strenger Kontrolle hielt.
Als sich gegen Ende des 18. Jahrhunderts nach der Französischen Revolution große politische Veränderungen abzeichneten, war die Stadt praktisch auf sich allein gestellt. Es wurde deutlich, dass das auch für Nürnberg bestimmende feudale Gesellschaftssystem offenbar ausgedient hatte und gegen die sich herausbildenden aufstrebenden Nationalstaaten Frankreich, Preußen und Bayern, die in Rivalität um die Territorien rund um die Reichsstadt standen, ohne Chance war.

### Preußische Besetzung

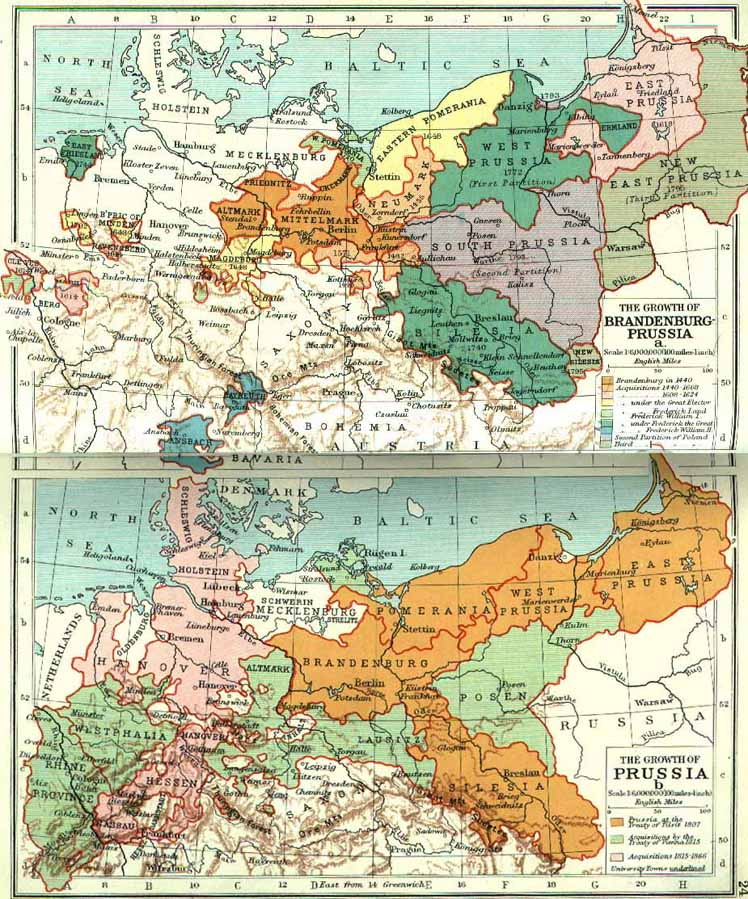
Historische Karten von Preußen, u. a. mit den 1791 an Preußen angegliederten Gebieten des Fürstentums Ansbach und des Fürstentums Bayreuth (obere Karte, hellblaue Fläche)

Mit der Okkupation von Gebieten der „Neuen Landschaft“ östlich von Nürnberg durch Bayern im Jahre 1791 und der Besetzung von Teilen der „Alten Landschaft“ an der Regnitz bis Erlangen durch Preußen 1795, sowie der Vororte Gostenhof und Wöhrd und des Reichswaldgebietes im folgenden Jahr, beginnt die Auflösung des Nürnberger Territoriums, das sich immer mehr auf das eigentliche Stadtgebiet reduziert. Heftige Verfassungskämpfe, die schließlich vor dem Reichshofrat ausgetragen wurden, zwangen das Nürnberger Patriziat schließlich im April und Mai 1794 zu einer Verfassungsreform, die das Wirtschaftsbürgertum stärker als bisher am Stadtregiment beteiligte. Für den weiteren Gang der Ereignisse kam diese – ohnehin sehr zurückhaltende – Reform zu spät.

## Ende der Eigenstaatlichkeit
Und so wurden die nun folgenden 20 Jahre von 1796 bis 1818 zu den einschneidendsten in der Geschichte Nürnbergs, in denen die Stadt ihre Unabhängigkeit verlor und Teil Bayerns wurde. Die meisten Geschichtsbücher tun diese Ereignisse lapidar mit einem Satz ab und erwecken zudem den Eindruck, als ob es sich um einen kurzen friedlichen Übergang gehandelt habe und sich die Nürnberger problemlos mit den neuen Herren ihrer Stadt arrangiert hätten. Die tatsächlichen Ereignisse zeigen jedoch einen sehr langwierigen und oft konfliktreichen Prozess der Anpassung. Als im Juni 1809 während des Fünften Koalitionskrieges ein österreichisches Freikorps nach Franken gelangte, öffnete ihm die Nürnberger Bevölkerung die Tore, gegen die Polizeidirektion kam es zu Ausschreitungen, die bayerischen Wappen wurden abgerissen. Die einrückenden österreichischen Soldaten retten die bayerischen Beamten vor den Nürnberger Bürgern. Als Repräsentant der neuen Regierung wurde der Königlich Bayerische „Polizeikommissär“ der Stadt Christian Wurm bei den Unruhen im Jahre 1809 von den Nürnbergern inhaftiert. Für viele Willkürakte und Gewalttätigkeiten der Polizei in dieser Zeit sahen die Nürnberger Wurm als Urheber an. Nach der Rückkehr der bayerischen Herrschaft wurde zur „Strafe“ 1810 der Pegnitzkreis aufgelöst und Nürnberg dem Rezatkreis mit Hauptstadt in Ansbach zugeschlagen. Erst nach langen Verhandlungen konnte ein als beratendes Kollegium gedachter Munizipalrat gebildet werden, da die Bürgerschaft zunächst jede Mitarbeit verweigerte.

### Französische Besetzung

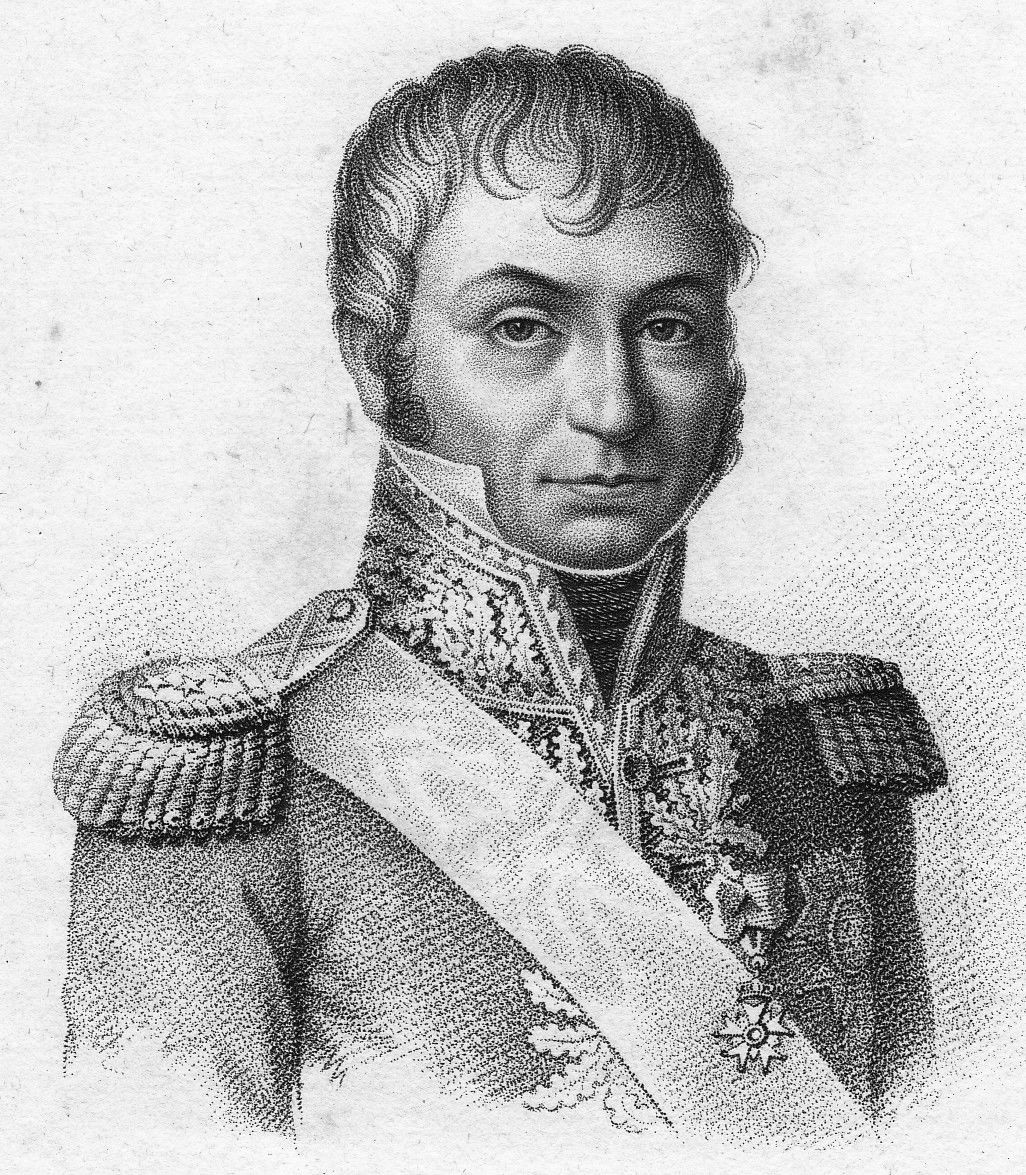
Jean-Baptiste Jourdan

Am Nachmittag des 9. August 1796 besetzte die französische Revolutionsarmee unter General Jean-Baptiste Jourdan (1762–1833) Nürnberg. Unmittelbar vor dem Einmarsch der französischen Truppen brachte am frühen Morgen desselben Tages Oberst Johann Georg Haller von Hallerstein die Reichskleinodien in Sicherheit und übergab sie in Regensburg an den kaiserlichen Gesandten Johann Aloys Josef von Hügel (1754–1825). Im Jahre 1800 gelangten die Insignien des deutschen Kaisertums dann nach Wien, wo sie sich heute noch in der Hofburg befinden. Wenige Tage nach der Schlacht bei Amberg, wo sie am 24. August vom österreichischen Erzherzog Karl (1771–1847) geschlagen wurden, zogen sich die Franzosen wieder aus der Stadt zurück und berechneten die Kosten für die gut zweiwöchige Einquartierung sowie eine Kriegskostenkontribution mit insgesamt 1,5 Millionen Gulden. Als Schutzmacht rief der „Rat der Stadt“ am 2. September die bereits in den Vororten stehenden preußischen Truppen und gestattete ihren Einmarsch auch in die Stadt selbst, auch um sich gegen die bereits erkennbaren weitergehenden bayerischen Ansprüche abzusichern. Da der preußische König aber nicht bereit war, die hohen Schulden Nürnbergs zu übernehmen und Preußen überdies seit dem Frieden von Basel (1795) gegenüber Frankreich eine strikte Neutralitätspolitik verfolgte, zog die preußische Armee bereits am 1. Oktober wieder ab. Der Versuch des Rates, das in Preußen regierende ehemalige Herrschergeschlecht der Stadt, die Hohenzollern, in letzter Minute auf seine Seite zu ziehen und damit – auf Kosten eigener Souveränitätsrechte – eine der konkurrierenden Großmächte als Partner zu gewinnen, war gescheitert.

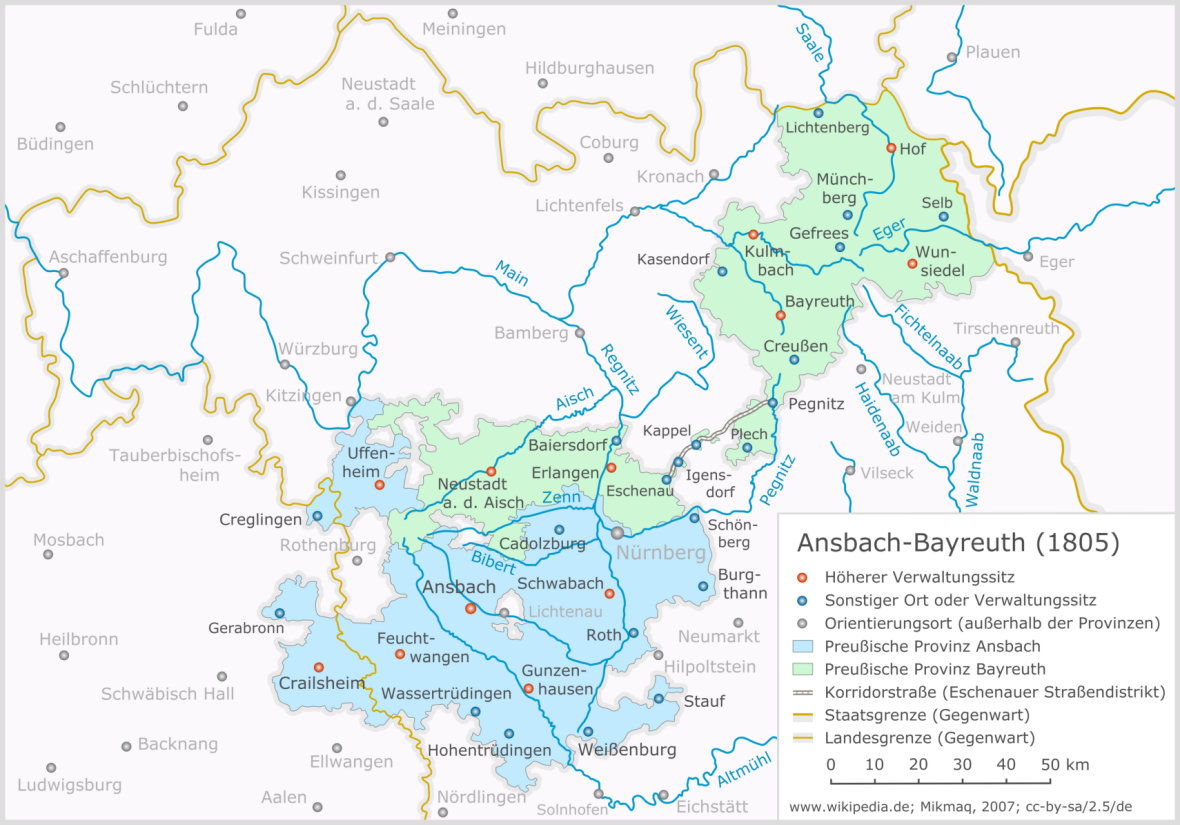
Karte der preußischen Provinzen Ansbach und Bayreuth, 1805

Im Reichsdeputationshauptschluss vom 25. Februar 1803 blieb Nürnberg zunächst weiter unabhängig (§ 27: Das Kollegium der Reichsstädte besteht in Zukunft aus den freien und unmittelbaren Städten: Augsburg, Lübeck, Nürnberg, Frankfurt, Bremen und Hamburg. Sie genossen in dem ganzen Umfang ihrer respektiven Gebiete die volle Landeshoheit und alle Gerichtsbarkeit ohne Ausnahme und Vorbehalte). Für das Nürnberger Landgebiet sprach der Reichsdeputationshauptschluss freilich einen Vorbehalt aus: Die nähere Bestimmung des Gebiets der Stadt Nürnberg wird auf weitere Vergleichshandlungen ausgesetzt (ebd.). Dies war die diplomatische Umschreibung des Faktums, dass Preußen und Bayern sich faktisch das Nürnberger Landgebiet bereits angeeignet hatten und es im Wesentlichen nur mehr um die Abgrenzung der jeweiligen Ansprüche ging. Erst durch die Rheinbundakte vom 12. Juli 1806, mit der sich 16 deutsche Staaten (inklusive Bayern) aus dem Reich lösten und unter den Schutz Napoleons stellten, wurde die Stadt dem bayerischen König zuerkannt (Artikel 17: Seine Majestät der König von Baiern vereinigt mit seinen Staaten und nimmt in Besitz mit allen Eigenthums- und Souveränetätsrechten die Stadt Nürnberg mit deren Gebiete).

### Übergang an Bayern

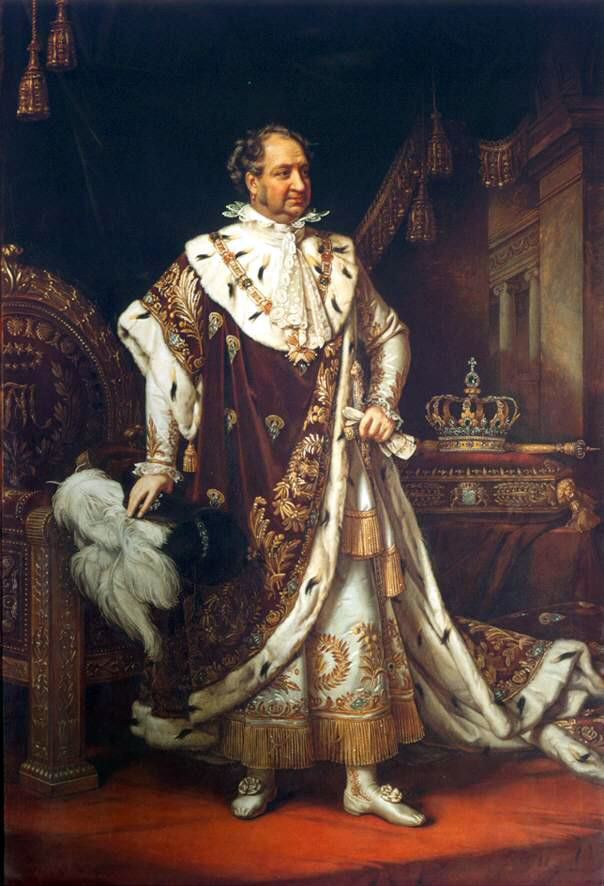
König Maximilian I. von Bayern (1756–1825), Gemälde von Joseph Karl Stieler, ca. 1820

Mit der Abdankung von Kaiser Franz II. am 6. August 1806 verliert die Stadt ihren bisherigen obersten Herrn, womit auch formell die unmittelbare Beziehung der Reichsstadt zum Kaiser beendet wird und die Stadt jetzt auf sich allein gestellt und praktisch schutzlos den übrigen Mächten ausgeliefert ist. Bereits am 11. März hatte die französische Armee unter General Frère Nürnberg im Namen ihres Verbündeten Maximilian I. von Bayern besetzt. Die heftigen Proteste des „Rates der Stadt“ blieben erfolglos. Der Aufruf „Deutschland in seiner tiefen Erniedrigung“, mit dem zum Widerstand gegen die Franzosen und den bayerischen König aufgefordert wurde, führte zur Hinrichtung des Nürnberger Buchhändlers Johann Philipp Palm (1766–1806) am 26. August in Braunau am Inn, der das Pamphlet im Juli im Verlag seiner Buchhandlung veröffentlicht hatte. Am 15. September 1806 übergibt der französische Beauftragte Joseph Mathias Fririon (1752–1821) schließlich die Stadt auch offiziell an das neu gegründete Königreich Bayern und an die einrückenden Truppen des Königs, womit die Untersagung der katholischen Religionsausübung nach 281 Verbotsjahren ein Ende findet. Aus Angst vor Unruhen bleiben Einheiten der bayerischen Armee noch längere Zeit in der Stadt. Die Reserviertheit der politisch bisher führenden, aber nunmehr entmachteten Patrizierfamilien gegenüber der neuen Situation hielt sich angesichts der unabänderlichen Tatsachen in Grenzen. Bereits 1810 stellte sich der vormals patrizische Ratsherr Georg Wilhelm von Löffelholz für die Wahl als Munizipalrat (entsprechend dem Bayerischen Gemeindeedikt von 1808) zur Verfügung. 1814 folgte ihm mit Sigmund von Haller wiederum ein Munizipalrat patrizischer Abkunft. Dagegen konnte die neue bayerische Herrschaft im Wirtschaftsbürgertum, das bisher durch die patrizische Herrschaft vom Stadtregiment weitgehend ausgeschlossen gewesen war, sogar offen bekundete Sympathien für sich verbuchen. So organisierte die bürgerliche Gesellschaft „Harmonie“, der vor allem reiche Kaufleute angehörten, 1806 ein Fest zur Feier der Vereinigung Nürnbergs mit den königlich „bayerischen“ Landen. Die bürgerliche Gesellschaft „Museum“, der unter anderem Georg Wilhelm Friedrich Hegel angehörte, firmierte ebenfalls unter den Befürwortern der neuen politischen Entwicklung. Hierzu trug nicht unmaßgeblich bei, dass sich die gewerbetreibenden Bürger von der Einbeziehung in den größeren bayerischen Wirtschaftsraum Vorteile versprachen.

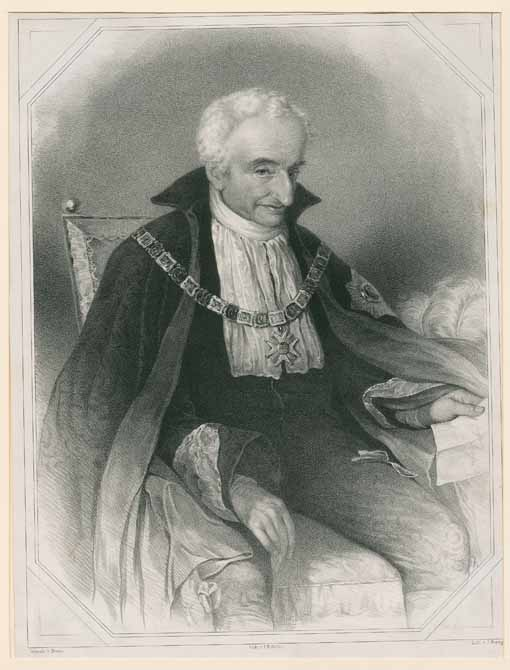
Maximilian von Montgelas prägte als Minister entscheidend das moderne Bayern, zu dem Nürnberg seit 1806 gehört.

Gleichzeitig partizipierte Nürnberg an den gesellschaftlichen Reformen der Ära von Maximilian von Montgelas. Bedeutsam erscheint hier insbesondere die staatlicherseits verordnete bürgerliche Gleichstellung der Katholiken, die in reichsstädtischer Zeit nur einen minderberechtigten und geduldeten Status außerhalb der altständischen Bürgergesellschaft innegehabt hatten. Die bayerische Regierung wies den Katholiken die Frauenkirche, eine der traditionsreichsten Nürnberger Kirchen als Pfarrkirche zu und etablierte damit erstmals seit den Zeiten Osianders wieder einen festen Ort für die katholische Messe auf dem Boden der ehemaligen Reichsstadt (die schon seit 1785 in ihrer heutigen Form bestehende monumentale katholische St.-Elisabeth Kirche am Jakobsplatz spielt eine Sonderrolle. Sie unterstand bis zu dessen Auflösung im Jahre 1809 dem Deutschen Orden und war daher gleichsam „exterritorial“, da sie niemals der reichsstädtischen Herrschaft unterworfen gewesen war). Die katholische Gemeinde erwarb die Frauenkirche 1810 und 1816 fand darin der erste katholische Gottesdienst statt, nachdem die Kirche zuvor eine dem katholischen Kultus angemessene Neuausstattung erfahren hatte. Die konfessionelle Gleichstellung schuf zugleich die Voraussetzung für einen nunmehr einsetzenden und während des gesamten 19. Jahrhunderts anhaltenden starken Zuzug aus der benachbarten Oberpfalz, wodurch sich diese Region zum Arbeitskräftereservoir der Nürnberger Industrialisierung entwickeln konnte. Ebenso fielen die Vorrechte der Patrizier, welche diese als Adelige bisher genossen hatten. Sie wurden entsprechend der bayerischen Adelsmatrikel als staatlich konzessionierter Adel dem bayerischen Landadel gleichgestellt (Gesetz über die Rechtsverhältnisse des Adels in Bayern, 28. Juli 1808). Angehörige Nürnberger Patrizierfamilien finden sich entsprechend später auch im Dienst der bayerischen Monarchie wie etwa Friedrich Kreß von Kressenstein (General der Infanterie, 1855–1920) und Friedrich Kreß von Kressenstein (General der Artillerie, 1870–1948).

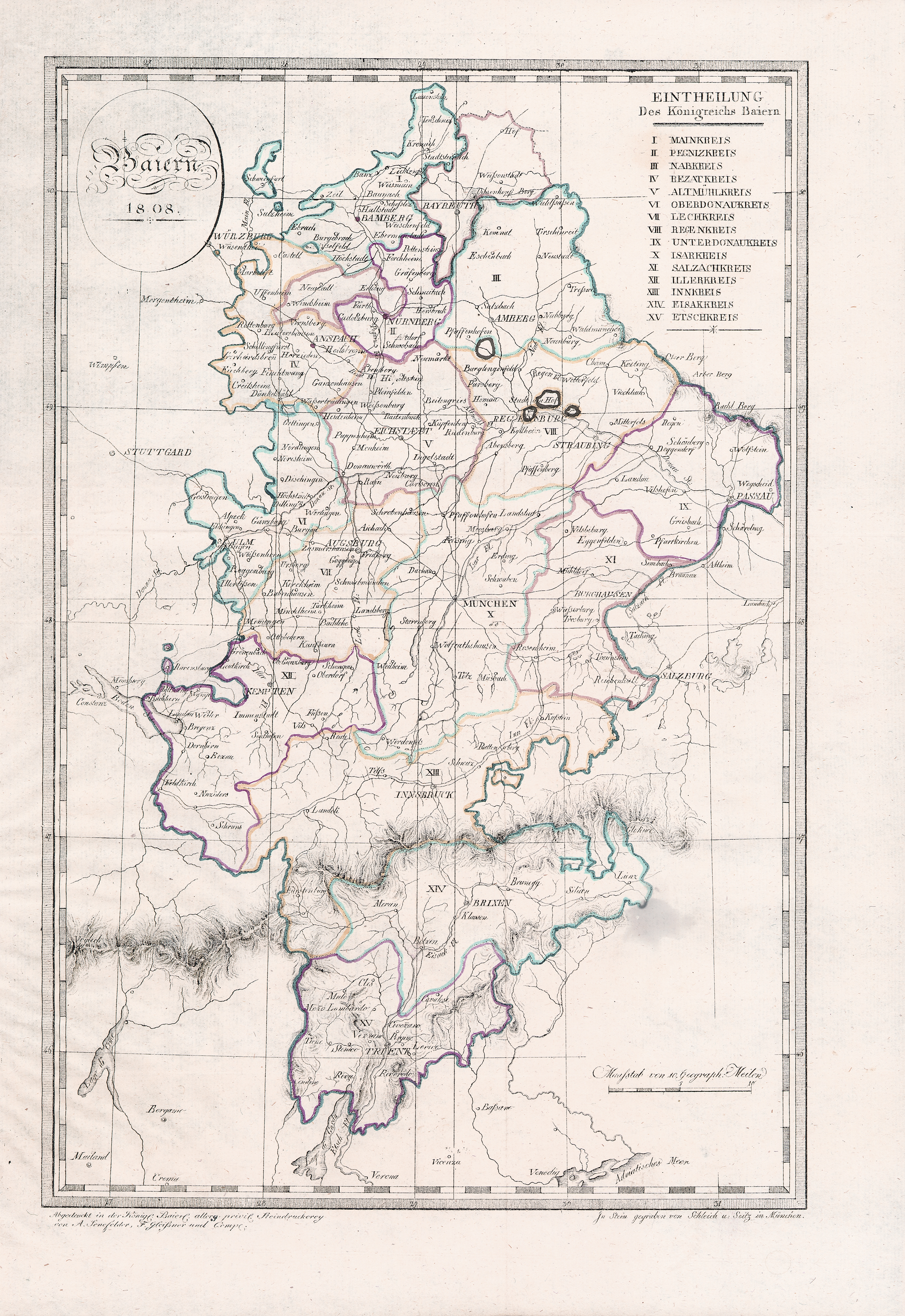
Karte des neu eingeteilten Königreichs Bayern, 1808

Am 28. Oktober 1808 löst der bayerische König den bisherigen patrizischen Rat und alle bisherigen Institutionen der Stadtregierung auf und beendet damit endgültig die bisherige Verfassung Nürnbergs. Entsprechend dem (für Gesamtbayern gültigen) Gemeindeedikt von 1808 wird ein Gremium von Munizipalräten gewählt, das aber nur geringe Selbstverwaltungskompetenzen genießt. Die Stadt erhält einen eigenen „Polizeikommissär“, untersteht aber der Kreisverwaltung des neu gegründeten Pegnitzkreises, dessen Hauptstadt Nürnberg wird. Nach antibayerischen Unruhen anlässlich des Fünften Koalitionskrieges, bei denen unter anderen der bayerische Militärgouverneur Friedrich Karl Graf von Thürheim von den Aufständischen gefangengesetzt wurde, löst die bayerische Regierung diesen Kreis bereits am 23. September 1810 wieder auf und ordnet ihn dem Rezatkreis mit der Hauptstadt Ansbach zu, der ab 1837 als Mittelfranken bezeichnet wird. Die Stadt selbst bleibt unter der Verwaltung seines aus Ansbach stammenden Polizeikommissärs Christian Wurm (1771–1835), der bis zum Jahre 1818 die Geschicke der Stadt lenken sollte. Neben Wurm besetzten weitere aus Ansbach und damit aus ehemals preußischen Diensten stammende Franken die administrativen Schaltstellen in der Stadt. Die ältere Betrachtung Wurms als rücksichtsloser und teils brutaler Exekutor bayerischer Interessen wich insbesondere durch die Untersuchung Gerhard Hirschmanns im Jahre 1958 einer differenzierten und teilweise sogar wohlwollenden Bewertung Wurms. Dieser erwarb sich insbesondere während der allgemeinen Hungerkrise 1816 bis 1818 große Verdienste um die Nürnberger Lebensmittelversorgung. Die Verbesserung des Schulwesens geht ebenfalls auf ihn zurück. Als Wurm 1818 abgelöst wird, übersiedelt er nach München, wo er 1835 stirbt. Es ist eine historische Legende, wonach er gleichsam vor dem Zorn der Nürnberger geflohen sei. Tatsächlich unterhielt er weiterhin gesellschaftliche Kontakte nach Nürnberg, von wo aus ihn sogar anerkennende Worte in München erreichten. So schrieb ihm der Zirndofer Dekan 1819: Sollte Ihre Stirn einmal der Trübsinn umwölken, so mögen Sie sich sagen, daß Ihre Verdienste um Nürnberg und die hiesige Gegend immer mehr verstanden werden, daß Sie hier der dankbarsten Verehrer Tausende haben … Nicht zuletzt zur Tilgung der hohen Schulden der Stadt wird aber eine Fülle wertvoller Kunstwerke aus Nürnberg in die Hauptstadt nach München geschafft, wo viele heute noch in Museen zu sehen sind. Viele antibayerische Ressentiments in der Stadt haben ihre Wurzeln in dieser Zeit.

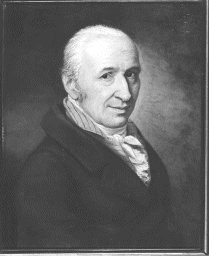
Paul Wolfgang Merkel

In der Zeit der drückenden Schulden Nürnbergs, der innen- und außenpolitischen Umwälzungen und der Vernichtung von Kunstschätzen übernimmt der Nürnberger Handelsherr Paul Wolfgang Merkel sowohl als Kunstmäzen – die Merkelsche Familienstiftung ist heute der größte private Leihgeber des Germanischen Nationalmuseums Nürnberg – als auch als Politiker eine führende Rolle. Als erster bürgerlicher Abgeordneter Nürnbergs im bayrischen Ständetag (Landtag) ist er maßgeblich daran beteiligt, die Übernahme der Schulden Nürnbergs durch den bayrischen Staat zu erreichen.
Der völkerrechtliche Schlusspunkt hinter den Übergang an Bayern wird mit dem Abschlussdokument des Wiener Kongresses vom 9. Juni 1815 gesetzt, in dem die Zugehörigkeit der auf reichsrechtlichem (Reichsdeputationshauptschluss) und vertraglichem Wege oder (im Falle der Reichsritterschaften) durch einseitige Annexion erworbenen fränkischen Gebiete zu Bayern von den europäischen Staatsmännern vertraglich anerkannt wird als Gegenleistung dafür, dass Bayern kurz vor der Völkerschlacht bei Leipzig im Vertrag von Ried vom 8. Oktober 1813 die Fronten gewechselt hatte und auf die Seite der Gegner Napoleons getreten war.

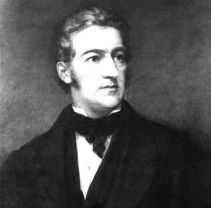
Johannes Scharrer (1785–1844), Politiker, Unternehmer und Gründer der Nürnberger Sparkasse sowie zahlreicher Bildungsanstalten in Nürnberg

Am 17. Mai 1818 erlässt der bayerische König das Zweite Gemeindeedikt, mit dem eigenständige kommunale Einheiten in Bayern mit gewählten Gemeindevertretern geschaffen werden, die nunmehr – im Unterschied zu 1808 – weitergehende Selbstverwaltungsrechte genießen. Auf der Grundlage dieses Gesetzes wird dann auch in Nürnberg erstmals eine Zivilverwaltung installiert, indem ein Magistrat mit einem „Ersten Bürgermeister“ an der Spitze eingerichtet wird. Erster Bürgermeister wird am 26. September der Advokat Christian Gottfried Lorsch (1773–1830). Nürnberg ist nun endgültig in die Verwaltungsstrukturen Bayerns eingegliedert. Noch bis 1869 unterstand die gesamte Stadtverwaltung – wie in allen bayerischen Städten – im Rahmen der sogenannten Staatskuratel der offiziellen Aufsicht und Kontrolle eines „Königlich-Bayerischen Stadtkommissärs“, als erstem Johann Georg Ritter von Kracker.
Damit war ein kommunalrechtlicher Zustand erreicht, der wie in anderen bayerischen Städten ca. 50 Jahre lang gültig bleiben sollte. Am 1. Oktober 1848 trat ein Gesetz in Kraft, mit dem sämtliche Sonderrechte ehemaliger Grundherren, somit auch der Nürnberger Patrizier, aus kaiserlicher Zeit aufgehoben wurden. Dazu gehörte vor allem das Recht, eigene so genannte „Patrimonialgerichte“ zu unterhalten, mit denen die Grundherren im Rahmen der Niedergerichtsbarkeit über ihre Untertanen eigenständig richten konnten und damit quasi einen „Staat im Staate“ bildeten. Die bisherigen grundherrschaftlichen Bindungen mit den Bauern der Umgebung wurden aufgelöst und den Bauern die Möglichkeit angeboten, mit staatlicher Unterstützung die Grundlasten abzulösen (ein Prozess, der bis in die Inflationszeit des 20. Jahrhunderts andauerte). Im Zuge der Trennung von Justiz und Verwaltung in Bayern wurde 1862 das Bezirksamt Nürnberg gebildet, aus dem später der Landkreis Nürnberg hervorging, der bei der Kreisreform 1972 überwiegend im Landkreis Nürnberger Land aufging. Die Stadt selbst blieb jedoch kreisfrei. Den Schlussstein bildete dann am 16. April 1868 das „Gesetz über Heimat, Verehelichung und Aufenthalt“, mit dem den Gemeinden auch das Recht, den Zuzug von Personen zu beschränken, genommen wurde. Am 29. April 1869 verließ der letzte bayerische Stadtkommissär, Regierungsrat Lenz, die Stadt.

## Neue Bedeutung als Industriestandort

Streckenplan der 1835 eröffneten Ludwigsbahn

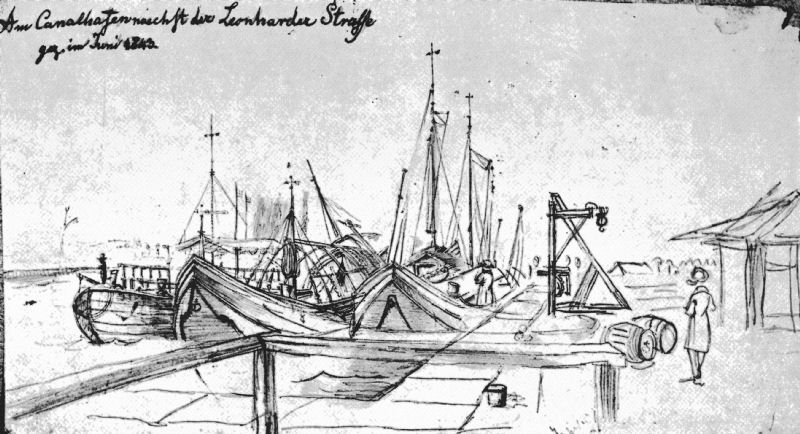
Am Canalhafen naechst der Leonharder Straße, Bleistiftzeichnung von 1843

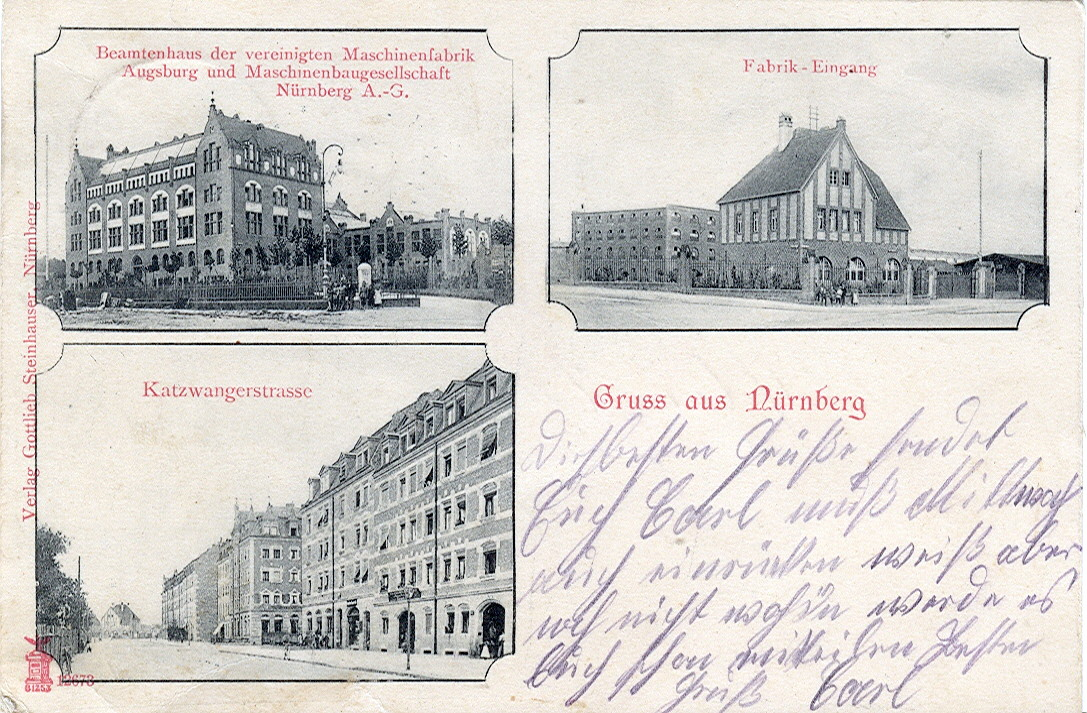
Die Fabriken der MAN, Postkarte ca. 1914

Parallel zur politischen Eingliederung in das Königreich Bayern entwickelte sich Nürnberg im 19. Jahrhundert zu einem der industriellen Zentren des Landes. Große technologische Leistungen der damaligen Zeit sind mit Nürnberg verbunden, so beispielsweise die erste Eisenbahn in Deutschland, die am 7. Dezember 1835, gezogen vom Adler, auf der Ludwigsbahn zwischen Nürnberg und Fürth mit einer Länge von rund sechs Kilometer fuhr. 1844 wurde die erste Teilstrecke der Ludwig-Süd-Nord-Bahn von Nürnberg nach Bamberg in Betrieb genommen. Im Jahre 1846 folgte die Fertigstellung des – bei Baubeginn leider bereits unterdimensionierten – Ludwig-Donau-Main-Kanals mit der Enthüllung des Erlanger Kanaldenkmals. Die Kanalbetriebsgesellschaft kam nicht mehr aus der Verlustzone, als ab 1865 die kurze Verbindung nach Würzburg über Neustadt (Aisch), 1873 die Hauptbahn nach Regensburg über Neumarkt (Oberpf) und 1875 die Teilstrecke nach Ansbach der Crailsheimer Hauptbahn eröffnet waren.
Die industrielle Entwicklung und das Wachstum der Stadt drohten das hergebrachte reichsstädtische Stadtbild, das zunehmend als hinderlich empfunden wurde, zu zerstören. Nürnberg wurde daher – nach nachdrücklicher Intervention des Kronprinzen und späteren bayerischen Königs Ludwig I. – zu einem Ort früher Denkmalpflege. Bereits 1824 wurde der Schöne Brunnen umfassend restauriert und die Neuenthüllung als „Wiedergutmachung“ des bayerischen Staates inszeniert. Der Stuttgarter Architekt Carl Alexander Heideloff wurde 1837 zum königlich-bayerischen Generalkonservator der Nürnberger Kunstdenkmäler ernannt. Er gilt auch als Initiator der Nürnberger Neugotik. Ludwig I. selbst wurde durch sein heute vergessenes, aber damals weit verbreitetes Gedicht „An Nürnberg“ zu einem Propagator der aufkommenden „Nürnberg-Romantik“ und spekulierte bisweilen offen mit Verlegung seiner Residenz von München nach Nürnberg.
Eine Fülle neuer Firmen begründeten den guten Ruf des Industriestandorts Nürnberg. Während der industriellen Revolution nahm die industrielle Fertigung von z. B. Schreibgeräten, Lebkuchen, Spielwaren, Drähten sowie von maschinellen und elektrischen Anlagen breiten Raum ein:
Beide Bleistiftfabriken A. W. Faber (gegr. 1851, spätere Faber-Castell) sowie Großberger und Kurz (gegr. 1855, spätere Schwan-Stabilo Schwanhäußer) produzierten ab der Mitte des 19. Jahrhunderts Schreibgeräte in großindustriellem Maßstab.
Industrielle Fertigung und weltweiter Export von jahrhundertelang rein handwerklich durch sogenannte Lebzelter hergestellten Nürnberger Lebkuchen und Elisen-Lebkuchen begannen im 19. Jahrhundert: die Geschichte von Firmengründern / Marken wie z. B. Johann Friedrich Kißkalt / Jefka (neugegr. 1844, gegr. 1801), Friedrich Gottheit Metzger und Heinrich Haeberlein / Haeberlein-Metzger (gegr. 1598), Friedrich Adolf Richter / Anker Lebkuchen (gegr. 1865?) und Ferdinand Wolff Lebkuchenfabrik. / Nürnberger Lebkuchen (gegr. 1886) legt hierüber Zeugnis ab.
In Nürnberg wurden zahlreiche Spielwarenfabriken gegründet: Christian Hacker gründete 1835 seine Werkstätten für feines Nürnberger Holzspielzeug Christian Hacker. 1866 richteten die Brüder Adolf und Ignaz Bing zunächst ihren Handelsbetrieb Bing (Haushaltswaren, Blechspielzeug) ein, bevor sie ab 1879 in Eigenregie Haus- und Küchengeräte, Spielzeugpuppen, Blechspielzeug, Spielzeugeisenbahnen, emaillierte Waren, Badeöfen, Eisschränke und Schreibmaschinen fertigten.
Seit dem 16. Jahrhundert hatte sich Nürnberg zu einem Herstellungszentrum Leonischer Waren entwickelt, aus dem die Firmen Johann Balthasar Stieber & Sohn (Nürnberg), Johann Philipp Stieber (Roth) und die Vereinigte Leonische Fabriken (Nürnberg) hervorgegangen waren. Deren spätere Fusion zur Leonische Werke Roth-Nürnberg AG findet bis heute ihre Fortsetzung im Leoni-Konzern.
Im Stadtteil Wöhrd richtete Johann Friedrich Klett 1841 die Maschinenfabrik Eisengießerei Klett zur Erzeugung von Dampfmaschinen, Eisenbahn-Güterwagen, Brücken und Eisenbahnhochbauten ein. Die daraus hervorgegangene Maschinenbau-Actien-Gesellschaft Nürnberg ging um die Jahrhundertwende mit der Maschinenfabrik Augsburg in der neugegründeten Vereinigte Maschinenfabrik Augsburg und Maschinenbauges. Nürnberg AG (spätere MAN) auf.
Im nahe dem Pegnitzgrund gelegenen südlichen Teil von Schoppershof gründete Julius Tafel 1875 sein Eisenwalzwerk Julius Tafel & Co. (Tafelwerk). Um die Jahrhundertwende (19./20. Jhd.) war es das größte deutsche Schweißeisenwalzwerk und stellte erst 1975 seinen Betrieb ein. Von Mai bis August 1985 fand auf dessen Gelände die Jubiläumsausstellung 150 Jahre Deutsche Eisenbahnen statt. Die nach dem Abriss der Fabrikanlagen als einziges Gebäude erhaltene Schraubenproduktionshalle beherbergt seit 1988 das Museum Industriekultur sowie den Veranstaltungsort Tafelhalle.
1873 begründete Johann Sigmund Schuckert in St. Lorenz seine Werkstatt zur Herstellung von Starkstrom-Elektroanlagen. Die Produktion von z. B. Generatoren, Elektromotoren und Bogenlampen bediente eine stürmisch anwachsende Nachfrage, so dass Schuckert seine Fertigung nach nur 6 Jahren in die neue Steinbühler Fabrikanlage verlagern musste. An der Schwelle vom 19. zum 20. Jahrhundert begründete der Unternehmensbereich Siemens-Schuckertwerke (ab 1903) das Renommee des Konzerns Siemens & Halske AG in wesentlichen Teilen mit.
Durch starken Zuzug von Arbeitern nach Nürnberg entwickelten sich die typischen Arbeiterviertel der Nürnberger Südstadt, wie zum Beispiel Gibitzenhof. Bald wurde die Stadt auch zum Zentrum der bayerischen Sozialdemokratie und erwarb sich unter der Führung des Arbeiterführers Karl Grillenberger (1848–1897) den Ruf des „roten Nürnberg“. Im Jahre 1874 wohnte fast die Hälfte der bayerischen Sozialdemokraten in Nürnberg. Als erster bayerischer Sozialdemokrat zog Grillenberger 1881 in den Reichstag ein, dem er bis zu seinem Tod angehörte.

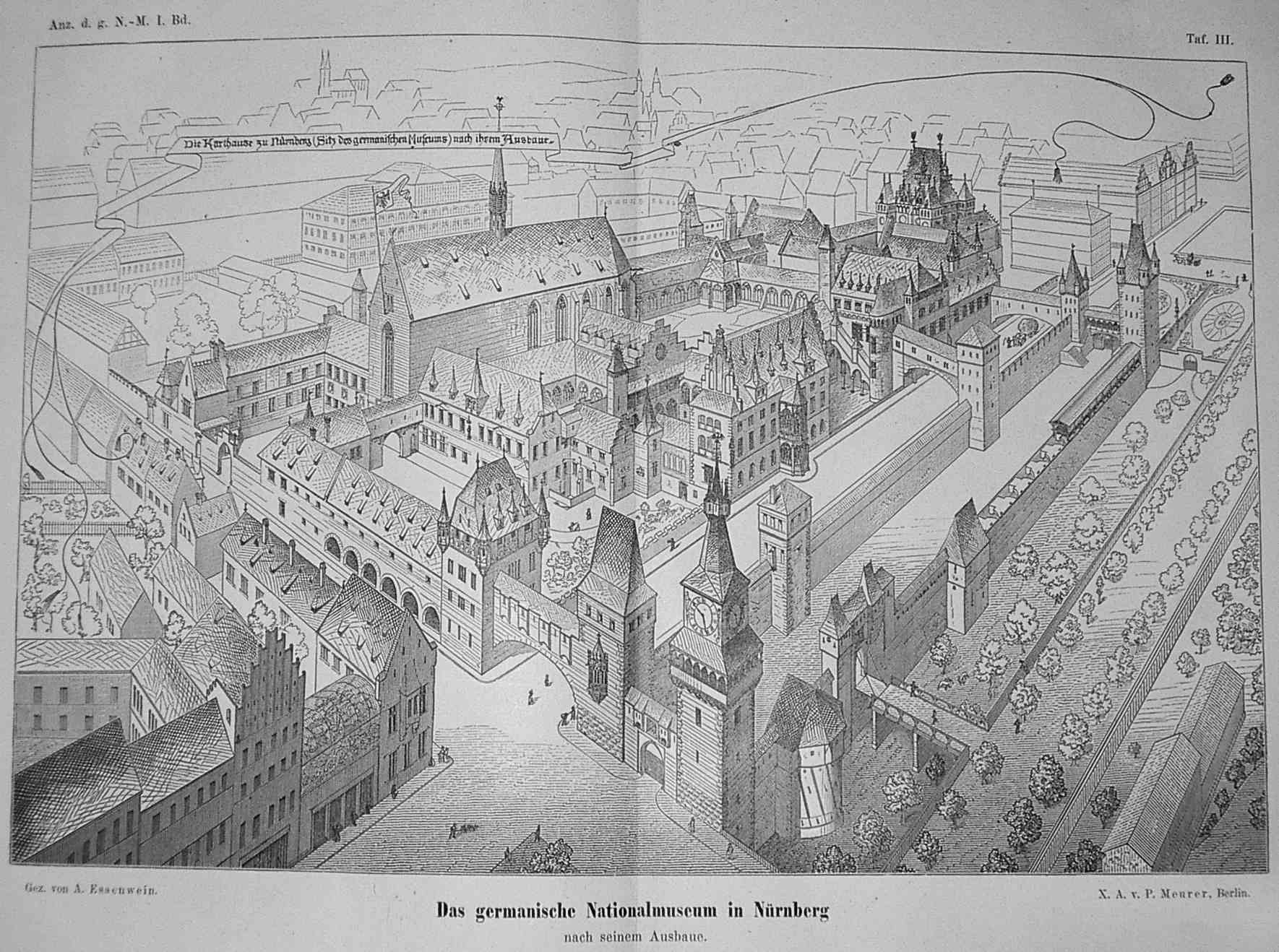
Germanisches Nationalmuseum, Zeichnung von August Essenwein, 1884

Im Revolutionsjahr 1848 wurde die liberale Tradition der Freien Reichsstadt noch einmal deutlich. Die Stadt stellte sich hinter die Frankfurter Nationalversammlung in der Paulskirche und drohte sogar, sich von Bayern zu lösen, wenn der König sich gegen deren Beschlüsse wenden würde. In der Diskussion um ein neues deutsches Kaiserreich machte Hans von Aufseß (1801–1872), der 1852 das Germanische Nationalmuseum in Nürnberg gegründet hatte, den Vorschlag, die Nürnberger Burg zum Sitz des neuen Kaisers zu machen und dem künftigen deutschen Reichstag seinen Platz im Rathaussaal von Nürnberg zu geben. Er fand jedoch keine Befürworter.

## 20. Jahrhundert
1900 gründete sich der 1. FC Nürnberg. Der Verein hatte seine ersten sportlichen Höhepunkte in den 1920ern und ist bis heute mit neun Meistertiteln deutscher Vizerekordmeister. Er belegt aktuell den 14. Platz in der ewigen Tabelle der Fußball-Bundesliga.

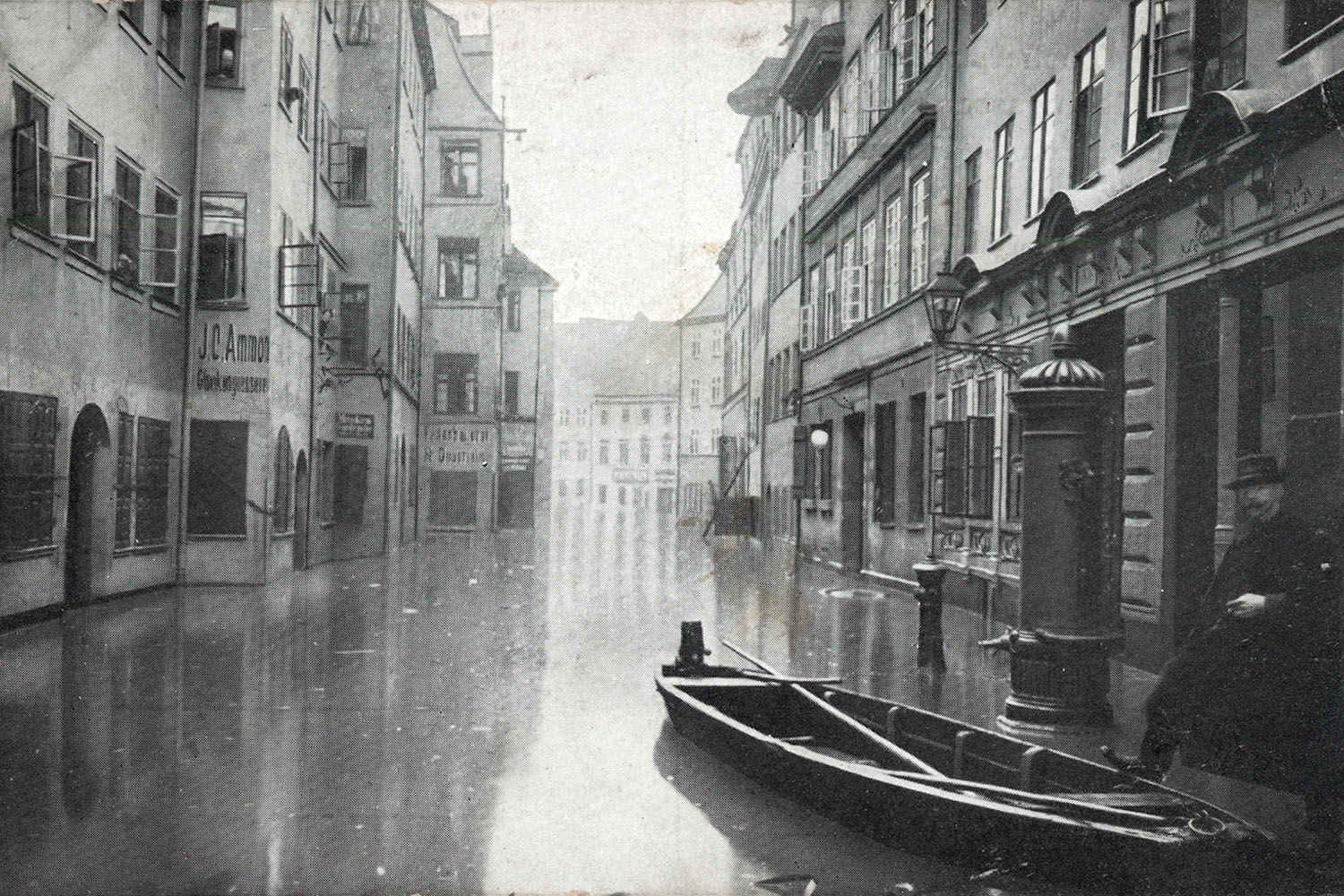
Hochwasser in
Nürnberg, 1909

1903 wurde der Rangierbahnhof eröffnet, einer der größten Europas, in der seltenen Bauform eines Gefällebahnhofes. Im Anschluss an das größte gemessene Hochwasser der Pegnitz im Februar 1909 wurden umfangreiche Wasserbaumaßnahmen wie Begradigungen, Befestigungen und Vertiefungen ergriffen, welche jedoch in jüngerer Zeit (um 2000) teilweise rückgängig gemacht wurden.
Am 17. März 1920 starben 21 Menschen im Kugelhagel, nachdem ein von der Reichswehr angefordertes Studentenbataillon aus der Artilleriekaserne in Erlangen sich vor dem Nürnberger Hauptbahnhof gegen zu einem Generalstreik angetretene Arbeiter in Position gebracht hatte.

### Von der roten Arbeiterstadt zur Stadt der Reichsparteitage

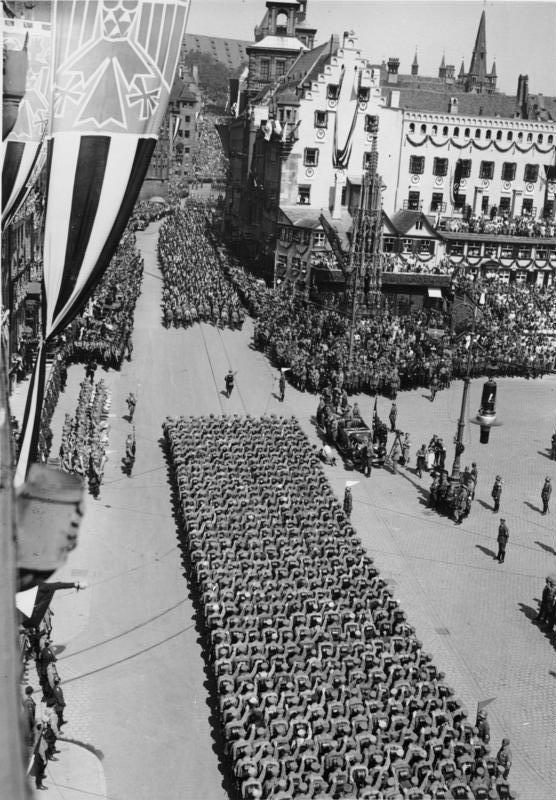
Marsch der SA und der SS, Reichsparteitag 1934

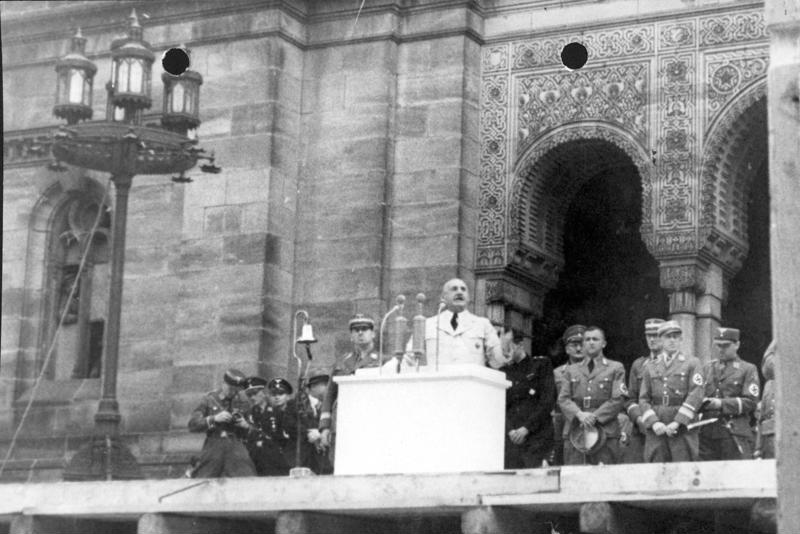
Julius Streicher während einer Kundgebung vor dem Abbruch der Nürnberger Hauptsynagoge am 10. August 1938

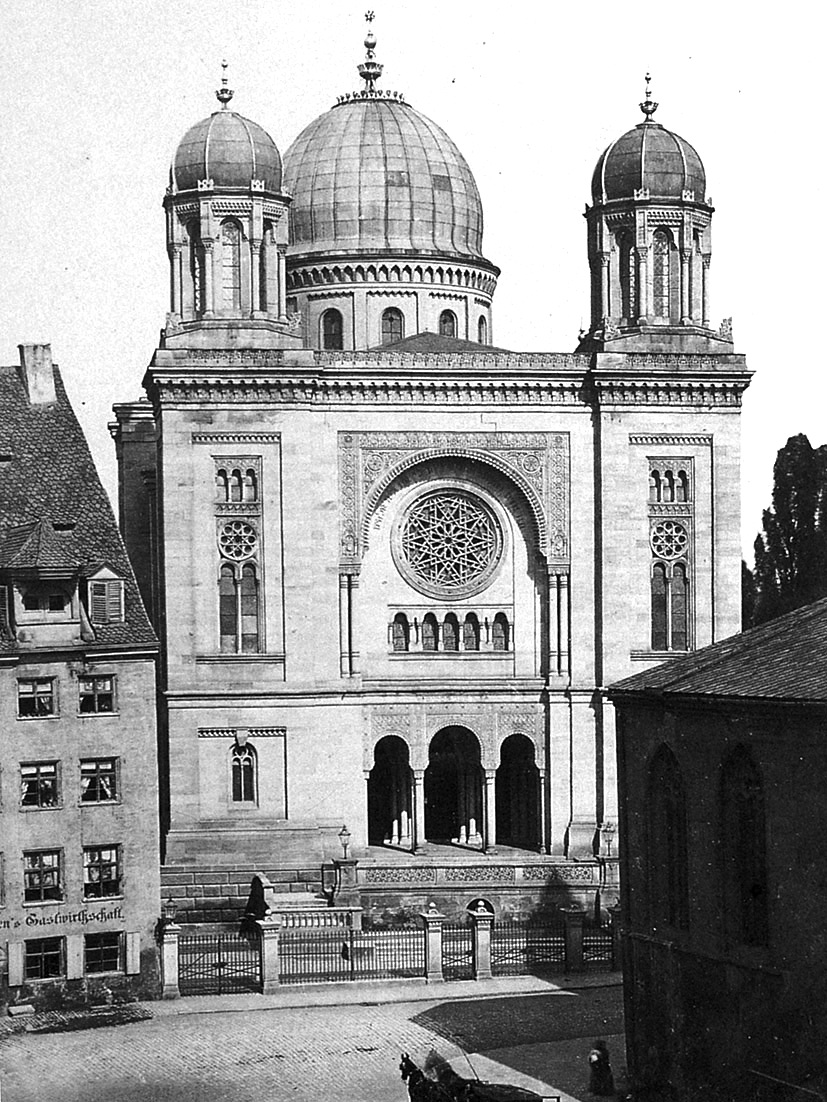
Nürnberger Synagoge vor der Zerstörung durch die Nationalsozialisten, Aufnahme vor 1909

Nürnbergs Bevölkerung wuchs vor allem aufgrund von Eingemeindungen von 332.000 am Ende des Ersten Weltkriegs auf 412.000 im Jahre 1931. Fast während der gesamten Zeit der Weimarer Republik – von 1920 bis zu seiner Absetzung durch die Nationalsozialisten 1933 – regierte Hermann Luppe Nürnberg. Luppe war Gründungsmitglied der liberalen DDP. Da diese jedoch nur jeweils rund 5 Prozent der Stimmen erzielen konnte (in Bayern wurde und wird der Bürgermeister direkt gewählt), war er auf die Unterstützung der SPD angewiesen, die in der „Arbeiterstadt“ Nürnberg überwiegend die stärkste Fraktion im Stadtrat stellte. Auch die KPD konnte in Nürnberg überdurchschnittliche Ergebnisse erzielen.

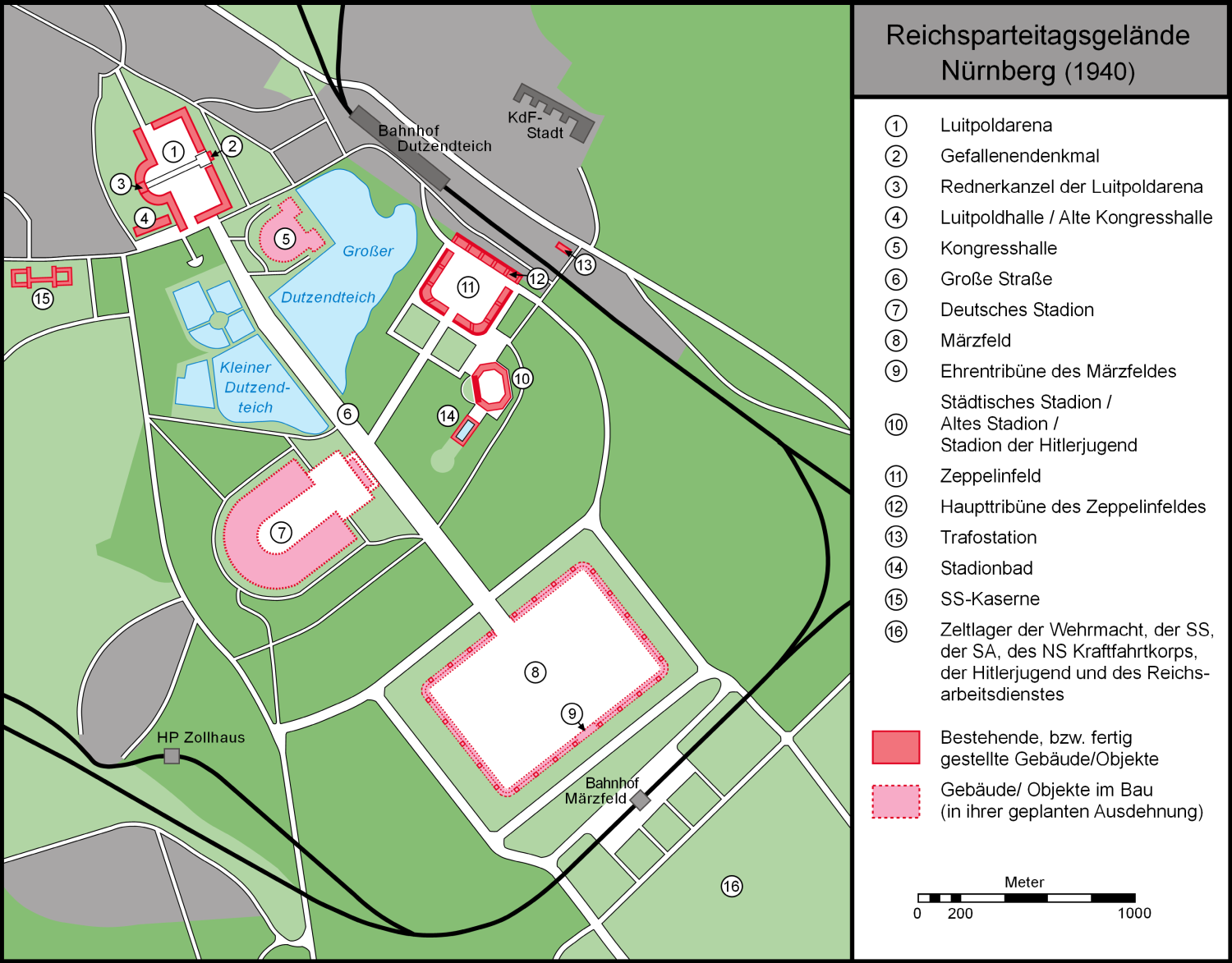
Das Reichsparteitagsgelände 1940

Bereits ab 1925 betätigte sich hier Julius Streicher, der Herausgeber des antisemitischen Hetzblattes Der Stürmer, als Gauleiter (Gau Franken). Schon vor der Machtergreifung fanden die Parteitage der NSDAP in Nürnberg statt. Bei der Kommunalwahl im Jahre 1929 erhielt die NSDAP 15,6 % der Stimmen und wurde zweitstärkste Kraft im Stadtrat nach der SPD, die 40,6 % erhielt. Nach der Machtergreifung 1933 wurde sehr bald Oberbürgermeister Hermann Luppe abgesetzt, durch ein NSDAP-Mitglied ersetzt und die Stadt zur „Stadt der Reichsparteitage“. Mit der Absicht, an die alte Reichstagstradition Nürnbergs anzuknüpfen, fanden alljährlich auf dem Reichsparteitagsgelände mit großen Aufmärschen die Reichsparteitage statt. Grundlegende Informationen dazu bietet seit 2001 das Dokumentationszentrum Reichsparteitagsgelände.
Anlässlich des 7. Reichsparteitags der NSDAP wurde der Reichstag nach Nürnberg einberufen. Er nahm dort am Abend des 15. Septembers 1935 einstimmig die Nürnberger Gesetze an. Diese gelten als der Beginn der Judenverfolgungen (Holocaust).
Auf Anordnung Julius Streichers wurde am 10. August 1938 die große, 1874 errichtete Hauptsynagoge am Hans-Sachs-Platz niedergerissen. Die Synagoge in der Essenweinstraße wurde am 9. November 1938 (Reichspogromnacht) von SA-Männern niedergebrannt. Zahlreiche Geschäfte und Wohnungen jüdischer Nürnberger wurden vor den Augen der Polizei verwüstet und geplündert, jüdische Bürger misshandelt. Die männlichen wohlhabenden jüdischen Bewohner wurden in Konzentrationslager verschleppt, um sie zur Emigration zu nötigen und ihr Vermögen zu arisieren.
1938 holte Hitler die Reichskleinodien aus Wien ins Katharinenkloster Nürnberg.

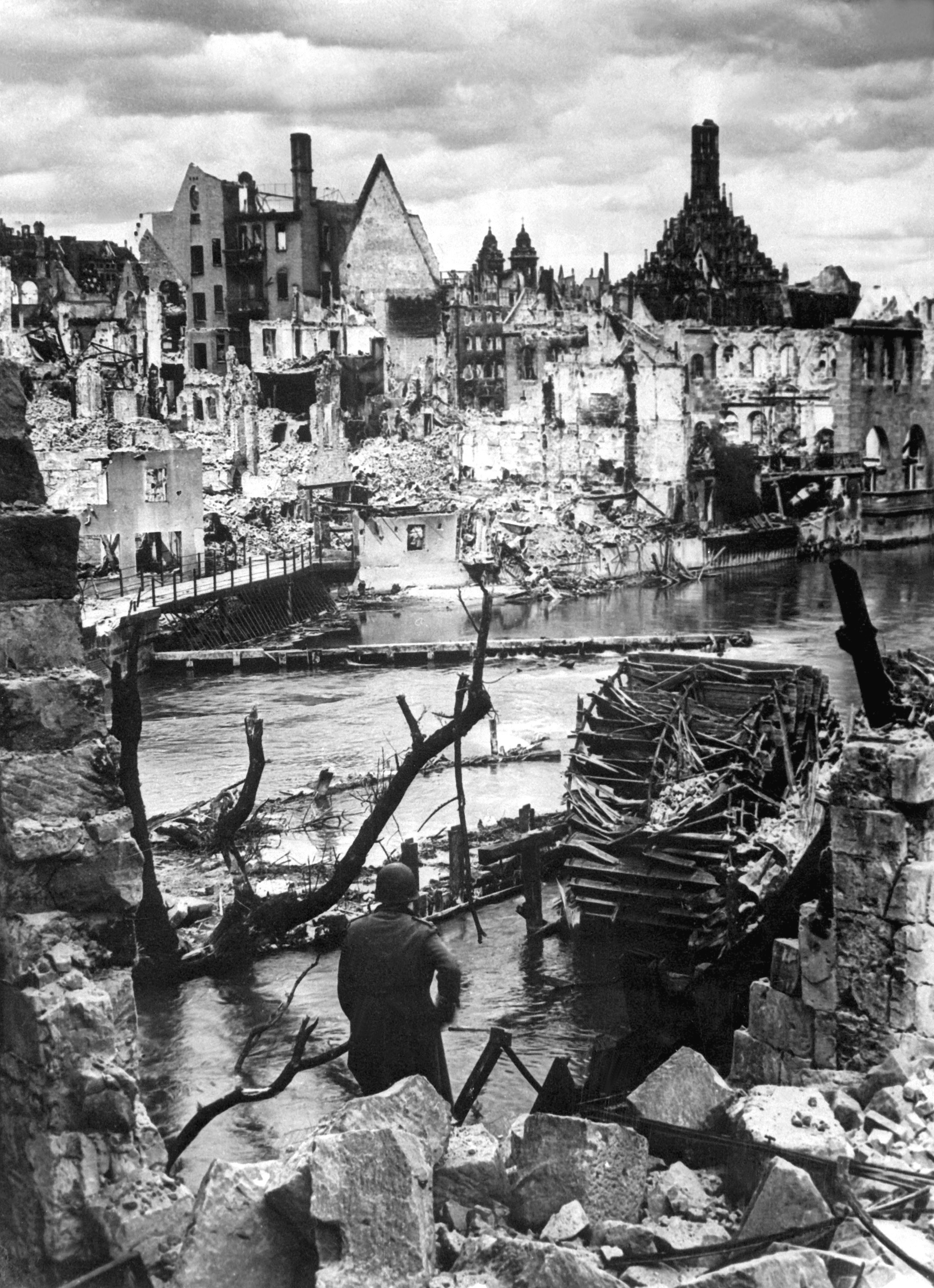
Die zerstörte Nürnberger Altstadt, 1945

Im Zweiten Weltkrieg war Nürnberg eines der bevorzugten Ziele alliierter Luftangriffe, geriet wegen seiner Lage im Süden Deutschlands jedoch erst relativ spät in den Aktionsradius der Bomber. Aufgrund der britischen Area Bombing Directive, aber auch aufgrund der symbolischen Bedeutung als „Stadt der Reichsparteitage“ war es aber fast so etwas wie ein „natürliches“ Ziel. Die größten Zerstörungen richtete der Angriff vom 2. Januar 1945 an, an dem 521 Langstreckenbomber nach Nürnberg flogen und innerhalb einer Stunde 6.000 Sprengbomben und eine Million Brandbomben abwarfen. Die Bevölkerung hatte über 2.000 Tote und 100.000 Obdachlose zu beklagen. Durch diesen Angriff wurde die Nürnberger Altstadt fast vollständig zerstört, die Stadt als Ganzes schwer beschädigt; 12 Mio. m³ Bombenschutt wurden in den folgenden Jahren zu den bis dato im Stadtgebiet unbekannten Erhebungen Marienbuck am ehemaligen Flughafen Nürnberg-Marienberg, Silberbuck am ehemaligen Reichsparteitagsgelände und Föhrenbuck östlich des Nürnberger Hafens aufgeschüttet sowie im Nürnberger Reichswald bei Fischbach deponiert. Diese Areale werden heute in renaturierter Form als städtische Naherholungsgebiete genutzt.

### Schlacht um Nürnberg
Am 16. April 1945 erreichten die ersten Einheiten der 7. US-Armee die Stadtgrenze in Erlenstegen und konnten kampflos weitere Stadtteile besetzen. Die deutschen Verteidiger zogen sich in die Altstadt zurück. Am Morgen des 17. April begann der amerikanische Angriff mit Artilleriebeschuss, gegen Mittag stießen Panzer und Infanterie vor. In diesen letzten Gefechten kamen nochmals 371 Zivilisten und Zwangsarbeiter und wenigstens 530 Kombattanten ums Leben.
Nach dem Ende der Kämpfe am Abend des 20. April benannte die US-Armee für ihre Siegesparade den bisher „Adolf-Hitler-Platz“ genannten Hauptmarkt in „Iron Mike Place“ um. Iron Mike war der Spitzname von John W. O’Daniel, des kommandierenden Generals der 3. US-Infanteriedivision. Dieser ordnete zur Ehrung des wenige Tage zuvor verstorbenen Präsidenten Franklin D. Roosevelt die Umbenennung in „Roosevelt Place“ an. Wenige Tage später trug der Platz wieder den alten Namen Hauptmarkt.

### Nürnberger Prozesse

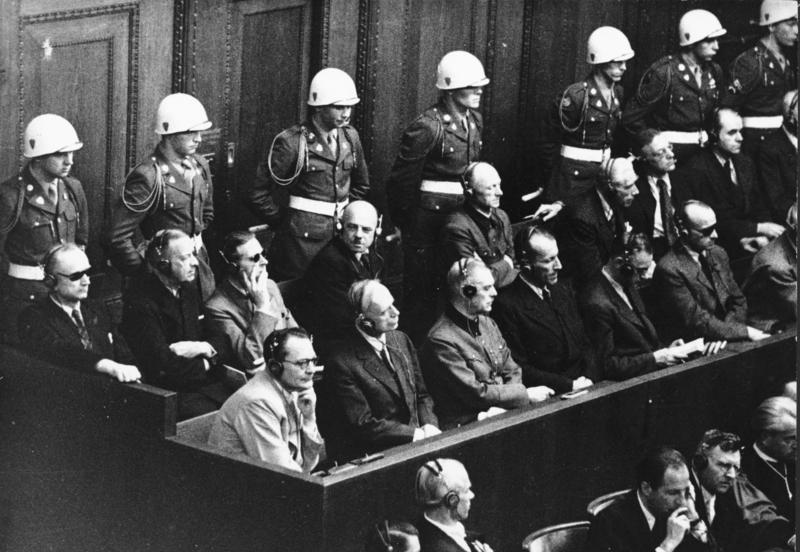
Angeklagte im Nürnberger Prozess gegen die Hauptkriegsverbrecher, 1945

Nach dem Zweiten Weltkrieg, ab November 1945, hielten die Siegermächte im Justizpalast an der Fürther Straße vor dem Internationalen Militärgerichtshof die Nürnberger Prozesse gegen führende Kriegsverbrecher der nationalsozialistischen Diktatur ab.

### Seit dem Ende des Zweiten Weltkriegs

#### Wiederaufbau

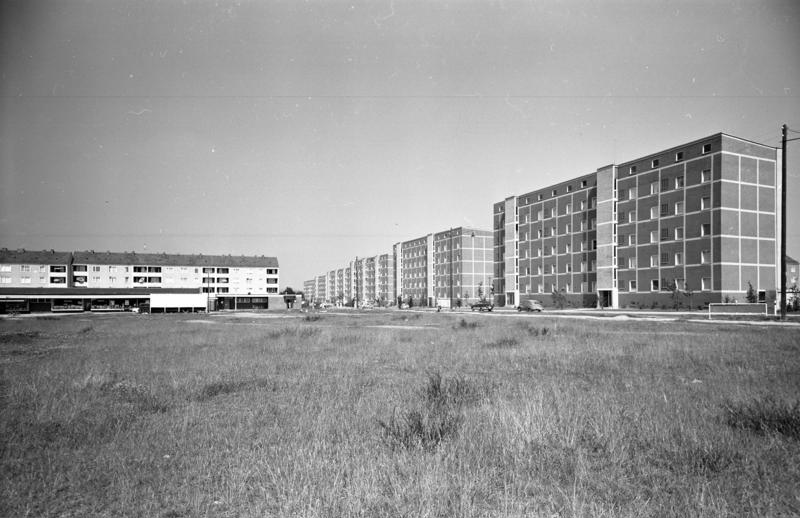
Neubaugebiet in Nürnberg-Langwasser, 1961

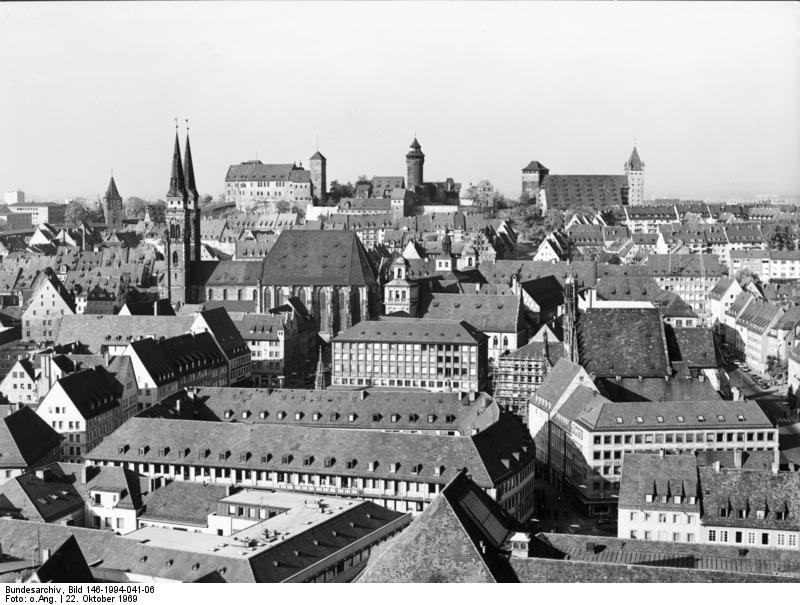
Nürnberger Altstadt, 1969

Nach 1945 stand natürlich zunächst der Wiederaufbau der zerstörten Stadt im Vordergrund. 1948 wurde ein Entwurf der Architekten Heinz Schmeißner und Wilhelm Schlegtendal angenommen, der sich an den vormaligen Stadtstrukturen und dem quasi vorgegebenen Ring der Altstadtbefestigung orientierte, so dass mittelalterliche und frühneuzeitliche Zusammenhänge an vielen Plätzen ablesbar sind. Oft wird betont, dass dieser behutsame Wiederaufbau die Grundlage für die heutige Attraktivität der Stadt für viele Touristen aus aller Welt geliefert habe. Weniger bekannt ist, dass beide Architekten schon vor 1945 in Diensten der Stadt gestanden und im Auftrag von Albert Speer über den Wiederaufbau Nürnbergs nachgedacht hatten (vgl. Schieber, 2000, S. 172).

#### Wirtschaft

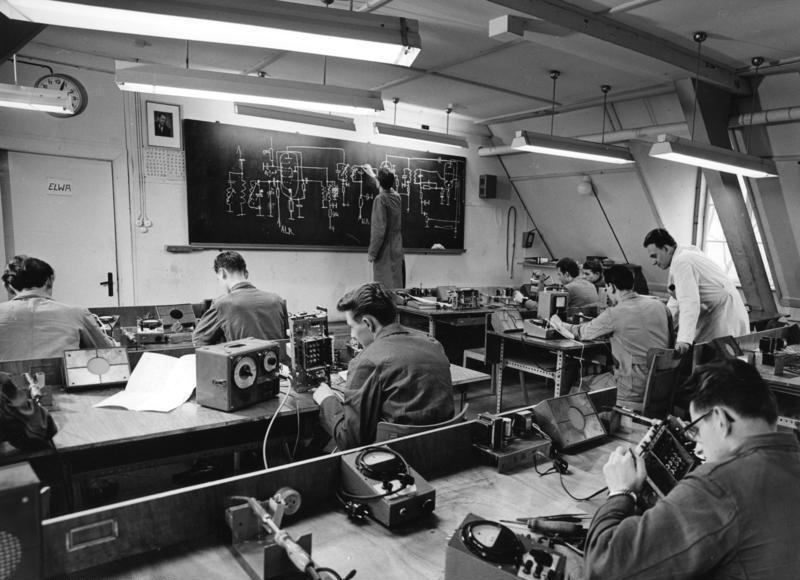
Grundig

Bald machte sich aber auch der alte Nürnberger Unternehmergeist bemerkbar, und Unternehmen wie Siemens, Schöller, MAN, AEG, Triumph-Adler, Diehl, DATEV oder Hercules hatten maßgeblichen Anteil am deutschen Wirtschaftswunder. Besondere Bedeutung hat Nürnberg durch die seit 1950 jährlich stattfindende Spielwarenmesse gewonnen, die heute im 1973 vollendeten Messezentrum in Langwasser stattfindet. Durch den 1955 eröffneten Flughafen und den 1972 fertiggestellten Hafen am Main-Donau-Kanal ist Nürnberg an den internationalen Verkehr angebunden. Nürnberg bildet ebenfalls ein Zentrum des europäischen Fernstraßenverkehrs: 6 der insgesamt 33 bayrischen Autobahnkreuze und -dreiecke befinden sich in der Metropolregion Nürnberg. Seit ihrer Eröffnung im Jahr 1972 ergänzt die U-Bahn das seit 1881 bestehende Straßenbahnnetz der Stadt Nürnberg. Im Eisenbahnverkehr behielt Nürnberg seine historische Rolle als Knotenpunkt sowohl durch die Gründung des Verkehrsverbunds Großraum Nürnberg, der inzwischen flächenmäßig der zweitgrößte Deutschlands ist, als auch durch Aus- und Neubau von Ferneisenbahnen, so Verkehrsprojekt Deutsche Einheit Nr. 8, Richtung Leipzig/Erfurt, der Schnellfahrstrecke Nürnberg–Ingolstadt oder der Sachsen-Franken-Magistrale nach Dresden.

#### Bundesbehörden
1952 wurde in Nürnberg die Bundesanstalt (heute: Bundesagentur für Arbeit) eingerichtet, deren Veröffentlichung der Arbeitslosenzahlen die Stadt monatlich in die deutschen Schlagzeilen bringt. Seit 1953 in Nürnberg angesiedelt sind das Bundesamt für Migration und Flüchtlinge und seine Vorläuferorganisationen, seit Ende 1996 befindet sich das Amt in der ehemaligen SS-Kaserne in der Frankenstraße in Nürnberg.

#### „Stadt der Menschenrechte“

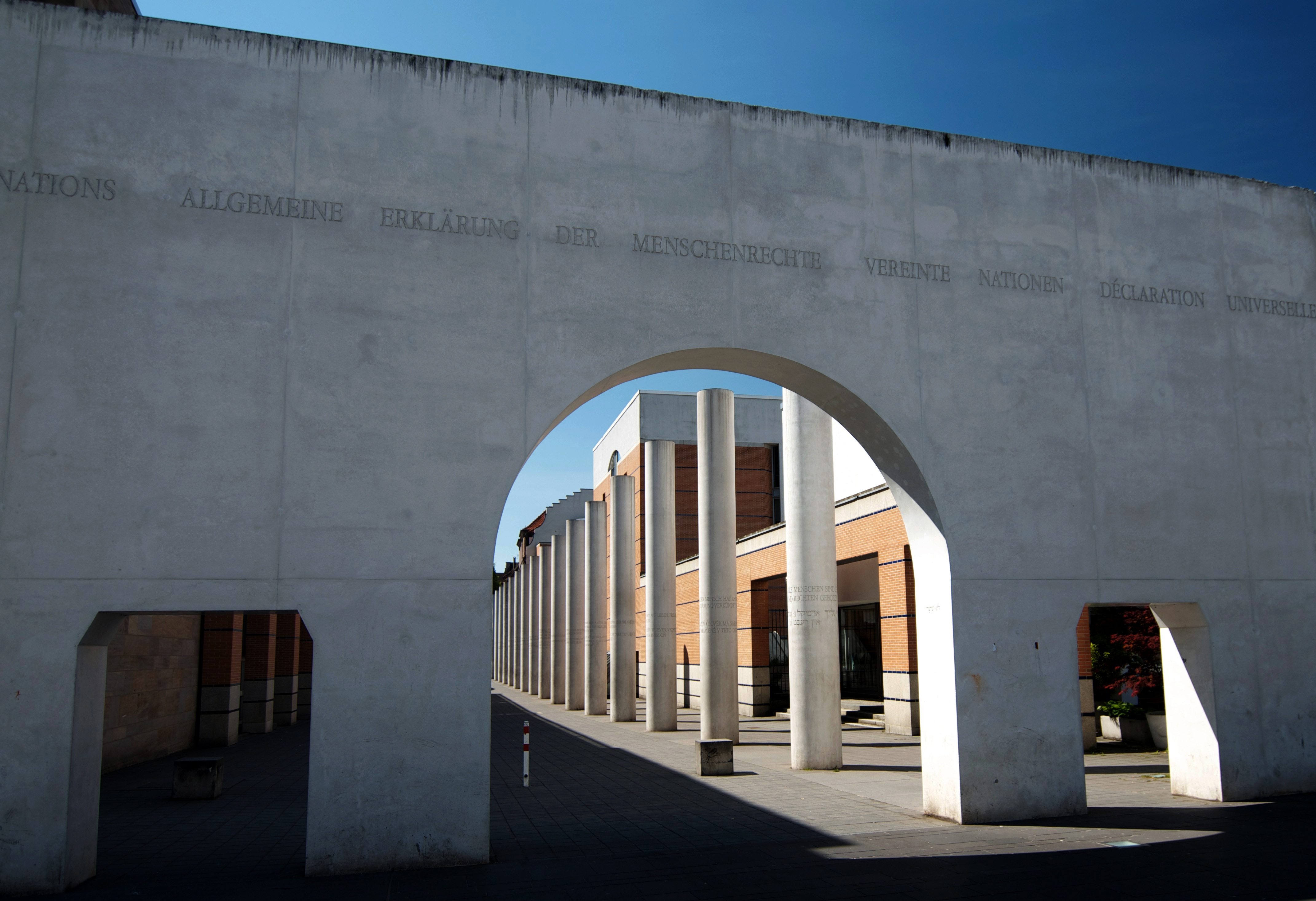
Die Straße der Menschenrechte

In der Tradition der Nürnberger Prozesse (1945 bis 1949) gelang es der Stadt Nürnberg, sich in den letzten Jahrzehnten als „Stadt der Menschenrechte“ zu profilieren. So wurde 1993 die Straße der Menschenrechte in der Innenstadt eröffnet. Seit 1995 wird zudem alle zwei Jahre der Internationale Nürnberger Menschenrechtspreis an verdiente Persönlichkeiten verliehen und im Anschluss findet in der Altstadt an einer Tafel ein gemeinsames Mahl statt. Die sogenannte Friedenstafel soll als ein Zeichen für Frieden, Toleranz und die Achtung der Menschenrechte verstanden werden.
Ausgehend vom Erfahrungsfeld der Sinne auf der Wöhrder Wiese, auf dessen Gelände sich eine der 7000 Eichen befindet, die Joseph Beuys anlässlich der documenta 7 im Jahr 1982 pflanzen ließ, entstand die Idee Bäume für die Menschenrechte in der Stadt zu pflanzen. 2007 startete die vom Amt für Kultur und Freizeit (KUF) und dem Servicebetrieb Öffentlicher Raum Nürnberg (SÖR) initiierte Aktion. Hierbei ist jedem gepflanzten Ginkgobaum einer der 30 Artikel der Allgemeinen Erklärung der Menschenrechte zugeordnet. 2023 befanden sich mittlerweile 85 Bäume über das Stadtgebiet verteilt.

### 21. Jahrhundert
2006 wurde in Nürnberg der erste Tag der Franken gefeiert. Veranstaltungsort war das Museum Industriekultur, in dem zur gleichen Zeit die Landesausstellung 200 Jahre Franken in Bayern präsentiert wurde. Die Hauptveranstaltung fand in der Tafelhalle statt.
Nürnberg wurde Sitz des Bayerischen Staatsministeriums der Finanzen und für Heimat (Dienstsitz Nürnberg, seit 2014) und des Bayerischen Staatsministeriums für Gesundheit, Pflege und Prävention (Hauptsitz in Nürnberg, seit 2017).
Bis 2025 ist des Weiteren die Eröffnung der Technischen Universität Nürnberg geplant, als zehnte bayerische Landesuniversität, auf dem ehemaligen Südbahnhofareal für 5.000 bis 6.000 Studenten.

## Stadtoberhäupter von Nürnberg

### König / Kaiser – Reichsschultheiß
- Die Reichsschultheißen von Nürnberg
  - etwa 1050–1105 Alleinherrschaft der Monarchen durch die Reichsschultheißen

### Burggrafen
- Die Burggrafen von Nürnberg
  - etwa 1105, teilweise 1256 Herrschaft der Burggrafen
  - etwa 1256–1427 Kompetenzteilung mit dem Magistrat der Stadt

### Patriziat
- Die Nürnberger Patrizier
  - etwa 1256–1427 Kompetenzteilung mit den Burggrafen
  - 1427–1806 Alleinherrschaft des Magistrats, vertreten durch das Patriziat

### Militär- und Polizeiverwaltung
Angegeben ist vor dem Namen die Amtszeit, nach dem Namen die Lebenszeit:
- 1806 General Bernard Georges François Frère (1762–1826), französischer Militärgouverneur (11. März – 15. September)
- 1806–1808 General Friedrich Karl Graf von Thürheim (1763–1832), bayerischer Militärgouverneur für die fränkischen Bezirke
- 1808–1818 Königlich bayerischer Polizeidirektor Christian Heinrich Clemens Wurm (1771–1835), bayerischer Polizeikommissär

### Bürgermeister
Seit 1907 wird statt „Erster Bürgermeister“ die Bezeichnung „Oberbürgermeister“ verwendet.
- Die Bürgermeister von Nürnberg (ab 1818)

## Vereine für Geschichte
- Altstadtfreunde Nürnberg e. V.
- Geschichte Für Alle e. V.
- Verein für Geschichte der Stadt Nürnberg e. V.
- Militärgeschichtliche Vereinigung Nürnberg e. V.

In Nürnberg ansässig ist zudem die Gesellschaft für Familienforschung in Franken e. V., die sich mit der Genealogie in Franken auseinandersetzt.

### Allgemein
- Michael Diefenbacher, Rudolf Endres (Hrsg.): Stadtlexikon Nürnberg. 2., verbesserte Auflage. W. Tümmels Verlag, Nürnberg 2000, ISBN 3-921590-69-8 (online).
- Peter Fleischmann: Rat und Patriziat in Nürnberg. Die Herrschaft der Ratsgeschlechter vom 13. bis zum 18. Jahrhundert (Nürnberger Forschungen, 31), 3 Bde., Nürnberg 2008.
- Katharina Heinemann (Hrsg.): Kaiser – Reich – Stadt. Die Kaiserburg Nürnberg, Begleitbuch zur gleichnamigen Ausstellung in der Kaiserburg Nürnberg vom 13. Juli bis 10. November 2013, Petersberg 2013.
- Christoph von Imhoff: Berühmte Nürnberger aus neun Jahrhunderten. Edelmann, Nürnberg 2000, ISBN 3-87191-088-0.
- Leonhard Wilhelm Marx: Geschichte der Reichsstadt Nürnberg. J.A. Stein’sche Buchhandlung, Nürnberg 1861  Online
- Gerhard Pfeiffer (Hrsg.): Nürnberg – Geschichte einer europäischen Stadt. München 1971.
- Martin Schieber: Nürnberg – Eine illustrierte Geschichte der Stadt. Verlag C.H. Beck, München 2000, ISBN 3-406-46126-3.
- Franz Schiermeier: Stadtatlas Nürnberg. Karten und Modelle von 1492 bis heute. Herausgegeben von: Stadtarchiv Nürnberg, Staatsarchiv Nürnberg, Stadtmuseum Nürnberg, Franz Schiermeier Verlag, München 2006, ISBN 3-9809147-7-1.
- Martin Schieber: Geschichte Nürnbergs. Verlag C. H. Beck, München 2007, ISBN 978-3-406-56465-9.

### Mittelalter
- Johannes Müller: Der Umfang und die Hauptrouten des Nürnberger Handelsgebietes im Mittelalter. In: Vjschr. SozialWirtschG. Band 6, 1908, S. 1–38.
- Alexander Schubert: Der Stadt Nutz oder Notdurft? Die Reichsstadt Nürnberg und der Städtekrieg von 1388/89. Matthiesen, Husum 2003, ISBN 3-7868-1476-7 (zugleich Dissertation, Bamberg 2001/2002, Rezension bei H-Soz-u-Kult).
- Wolfgang von Stromer: Die Metropole im Aufstand gegen König Karl (IV.), Nürnberg zwischen Wittelsbach und Luxemburg 1348-49. Selbstverlag des Vereins für Geschichte der Stadt Nürnberg, Nürnberg 1978 (mgh-bibliothek.de [PDF; 2,7 MB]).

### Frühe Neuzeit
- Lore Sporhan-Krempel: Nürnberg als Nachrichtenzentrum zwischen 1400 und 1700. (= Nürnberger Forschungen; Bd. 10). Verein für Geschichte der Stadt Nürnberg, Nürnberg 1968.
- Carla Meyer: Die Stadt als Thema. Nürnbergs Entdeckung in Texten um 1500. (= Mittelalter-Forschungen. 26). Ostfildern 2009.

### 19. und 20. Jahrhundert
- Martina Bauernfeind: Bürgermeister Georg Ritter von Schuh. Stadtentwicklung in Erlangen und Nürnberg im Zeichen der Hochindustrialisierung 1878–1913. (= Nürnberger Werkstücke zur Stadt- und Landesgeschichte, Band 60). Nürnberg 2000.
- Matthias Klaus Braun: Die Verwaltung der Stadt Nürnberg im Nationalsozialismus 1933–1945. Aufgaben und Gestaltungsmöglichkeiten im totalitären Staat. In: Mitteilungen des Vereins für Geschichte der Stadt Nürnberg. Band 96 (2009), S. 293–319.
- Matthias Klaus Braun: Hitlers liebster Bürgermeister: Willy Liebel (1897–1945). (= Nürnberger Werkstücke zur Stadt- und Landesgeschichte, Band 71). Nürnberg 2012, ISBN 978-3-87707-852-5.
- Charlotte Bühl-Gramer: Nürnberg 1850 bis 1892. Stadtentwicklung, Kommunalpolitik und Stadtverwaltung im Zeichen von Industrialisierung und Urbanisierung. (= Nürnberger Werkstücke zur Stadt- und Landesgeschichte, Band 62). Nürnberg 2003.
- Michael Diefenbacher, Wiltrud Fischer-Pache (Hrsg.): Der Luftkrieg gegen Nürnberg. Der Angriff am 2. Januar 1945 und die zerstörte Stadt. (= Quellen und Forschungen zur Geschichte und Kultur der Stadt Nürnberg, Band 33). Nürnberg 2004.
- Michael Diefenbacher, Matthias Henkel (Hrsg.): Wiederaufbau in Nürnberg. Nürnberg 2009.
- Rudolf Endres, Martina Fleischmann: Nürnbergs Weg in die Moderne. Wirtschaft, Politik und Gesellschaft im 19. und 20. Jahrhundert. Nürnberg 1996.
- Robert Fritzsch: Nürnberg unterm Hakenkreuz: Im Dritten Reich 1933–1939. Düsseldorf, 1983.
- Robert Fritzsch: Nürnberg im Krieg. Im Dritten Reich 1939–1945. Düsseldorf 1984.
- Hermann Hanschel: Oberbürgermeister Hermann Luppe. Nürnberger Kommunalpolitik in der Weimarer Republik. (= Nürnberger Forschungen, Band 21). Nürnberg 1977.
- Walter Herppich: Das unterirdische Nürnberg. Hofmann Verlag, Nürnberg 2001, ISBN 3-87191-301-4.
- Gerhard Jochem, Ulrike Kettner: Gedenkbuch für die Nürnberger Opfer der Schoa. Nürnberg 1998 und Ergänzungsband 2002.
- Karl Kunze: Kriegsende in Franken und der Kampf um Nürnberg im April 1945. (= Nürnberger Forschungen, Band 28). Einzelarbeiten zur Nürnberger Geschichte, hrsg. vom Verein für Geschichte der Stadt Nürnberg. Verlag Edelmann, Nürnberg 1995, ISBN 3-87191-207-7.
- Dieter Rossmeissl (Hrsg.): Demokratie von außen. Amerikanische Militärregierung in Nürnberg 1945–1949. Deutscher Taschenbuch-Verlag, München 1988, ISBN 3-423-02958-7.

### Periodika
- Mitteilungen des Vereins für Geschichte der Stadt Nürnberg. (erscheinen seit 1879; bis Band 104, 2017 auch online; jeweils die letzten 4 Jahrgänge der Zeitschrift sind nicht online)
- Quellen und Forschungen zur Geschichte und Kultur der Stadt Nürnberg. (hrsg. vom Stadtarchiv seit 1959)
- Nürnberger Werkstücke zur Stadt- und Landesgeschichte. (hrsg. vom Stadtarchiv seit 1970)
- Ausstellungskataloge des Stadtarchivs Nürnberg. (seit 1987)
- Nürnberger Altstadtberichte. hrsg. von den Altstadtfreunde Nürnberg e. V. seit 1976.

### Historische Quellen
- Nürnberg. In: Meyers Konversations-Lexikon. 4. Auflage. Band 12, Verlag des Bibliographischen Instituts, Leipzig/Wien 1885–1892,  S. 282.
- Conrad Celtis: Norinberga. De origine, situ, moribus & institutis Norinbergae libellus lateinische Originalausgabe 1502 online
- Gerhard Fink (Hrsg.): Norimberga. Ein Büchlein über Ursprung, Lage, Einrichtungen und Gesittung Nürnbergs- ins Deutsche übersetzte Ausgabe des Büchleins von Konrad Celtis. Verlag Nürnberger Presse, Nürnberg 2000, ISBN 3-931683-06-0.
- Friedrich Nicolai: Einige Nachrichten von Nürnberg. In: Berlinische Monatsschrift. Nr. 1, 1783, S. 79 ff. ub.uni-bielefeld.de
- Kapitel über die Geschichte Nürnbergs In: Bavaria. Landes- und Volkskunde des Königreichs Bayern. Band III, Zweite Abtheilung: Mittelfranken. München 1865, S. 1166–1189 (enthält auf den Seiten 915–917 auch die Informationen zu den Sagen von der Gründung Nürnbergs) Originalausgabe online
- Hanns-Hubert Hoffmann: Historischer Atlas von Bayern, Franken Heft 4: Nürnberg-Fürth. München 1954 Originalausgabe online
- Michael Truckenbrot: Nachrichten zur Geschichte der Stadt Nürnberg. Nürnberg 1785 bei Google Books
- Hans Bien: Karte der Stadt zur Zeit von 1628/32 online
- Karl Überhorst Nürnbergs Volksbelustigungen im 16. und 17. Jahrhundert in Die Gartenlaube, 1876.
- Karl Überhorst Nürnbergs Volksbelustigungen im 16. und 17. Jahrhundert in Die Gartenlaube, 1879, Fortsetzung von Nürnbergs Volksbelustigungen im 16. und 17. Jahrhundert (1876) in Die Gartenlaube.